# Nicolaas Hendrik Nierstrasz

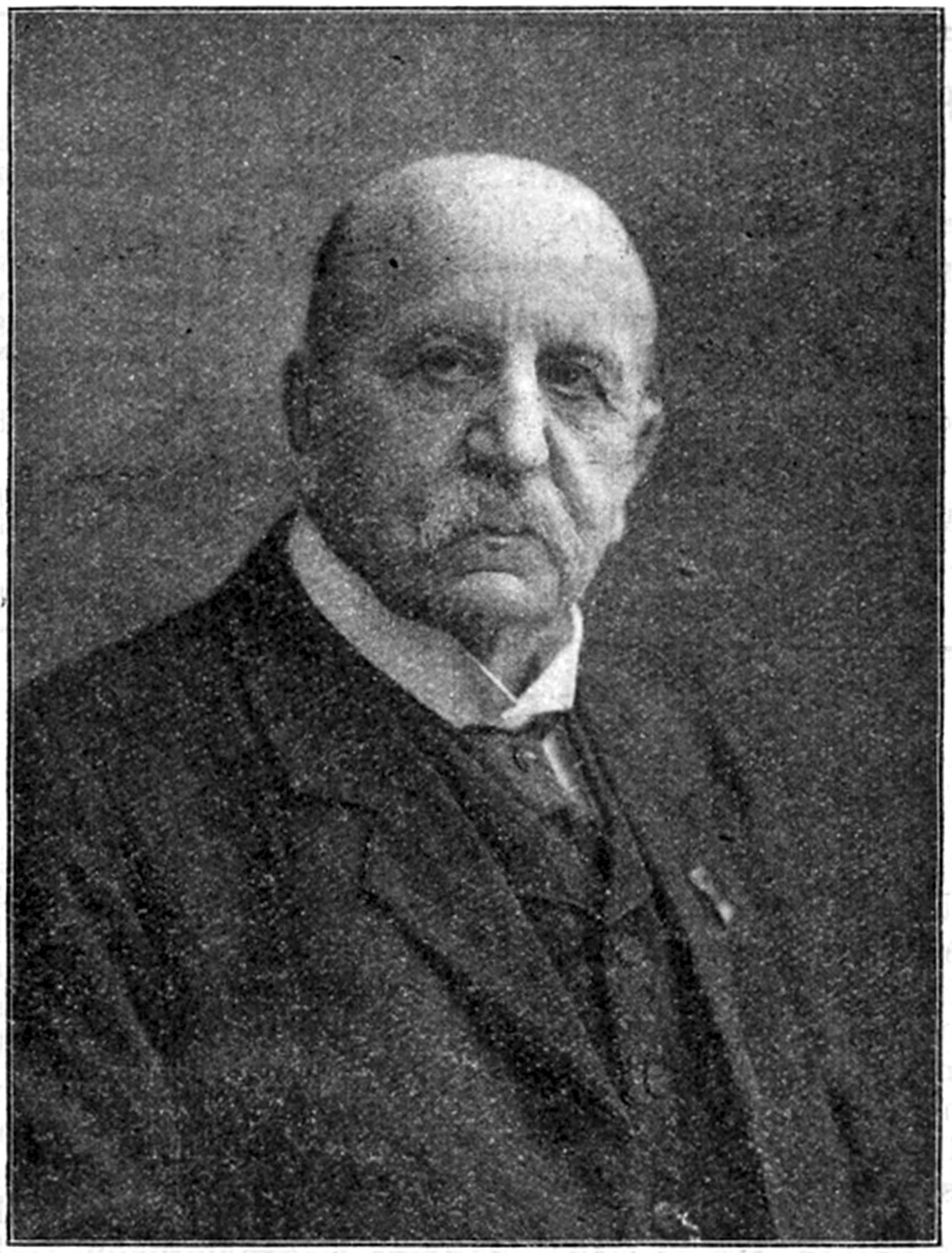
N.H. Nierstrasz (1834-1917)

Nicolaas Hendrik Nierstrasz (Gorinchem, 31 december 1834 – Hilversum, 28 januari 1917) was een Nederlands waterbouwkundige en spoorwegingenieur.

## Levensloop
Hij was de zoon van Cornelis Johannes Nierstrasz en Johanna de Jong. Zijn vader was rechter in Gorinchem, maar die stierf kort na zijn geboorte. Zijn moeder verloor hij op 14-jarige leeftijd. Na geplaatst te zijn op de zogenaamde „Fransche school" (kostschool in Gorinchem) van D. van 't Sant, die in het bijzonder opleidde voor Breda (leger) en Medemblik (marine), deed hij in 1850 hij het vergelijkend examen als cadet der genie aan de Koninklijke Militaire Academie te Breda, waar dat jaar voor het eerst, behalve de cadetten voor alle wapenen van het leger in Nederland en in Nederlands-Indië, ook de adelborsten der Koninklijke Marine zouden worden opgeleid. In zijn gedenkschrift herdenkt Nierstrasz dankbaar het onderwijs dat hij daar genoot van mannen als Delprat (mechanica), Badon Ghyben (wiskunde en grondwaterstroming) en Van der Hoeven (militaire en burgerlijke bouwkunde). Hij knoopte daar kameraadschappelijke vriendschapsbanden aan met mannen die hij in zijn latere leven terugzag als opper- of vlagofficieren, of nadat zij net als hij een burgerlijke werkkring hadden gezocht en gevonden.
Hij trouwde op 14 november 1861 in Brielle met de zes jaar jongere Caroline Henriëtte Geertruide Hein uit Brielle. Hij was toen eerste luitenant bij de Genie.

## Militaire carrière
In 1854 werd hij benoemd tot tweede luitenant bij het corps ingenieurs, mineurs en sappeurs te Utrecht. In het volgende jaar werd hij overgeplaatst bij de genie te Hellevoetsluis, alwaar hij onder andere een kruitmagazijn, het aardwerk voor een kustbatterij en een beweegbare brug aan de Brielsche poort (een hefrolbrug) ontwierp en uitvoerde, en belast was met opname. Voor de praktijk van het civiel ingenieursvak was deze werkkring een uitmuntende voorbereiding. Intussen begon hij ernstig te lijden aan de "Zeeuwsche koorts" (malaria). In 1856 bevorderd tot eerste luitenant werd hij in 1859 wegens gezondheidsredenen op zijn verzoek overgeplaatst naar Nijmegen. De wijze van de landsverdediging bracht in die dagen de gemoederen in beweging. Elke stad in Nederland van enige omvang werd als een versterkt punt beschouwd. In de revolutionaire geschriften van ir. Thomas Joannes Stieltjes sr (een oud genie-officier) en van generaal Willem Jan Knoop werd echter de sloop bepleit van alle onnodige versterkingen, die slechts leidden tot versnippering der strijdkrachten. Deze strategieën van de nieuwe tijd betoogden dat naast een paar echt noodzakelijke sterke punten het vooral belangrijk was om een krachtig veldleger te hebben. Nijmegen behoorde tot de oudste (en zeer verouderde) vestingen. De Nijmegenaars waren vol geestdrift voor de moderne verdedigingsbegrippen en hoopten dat hun stad als vesting gesloopt zou worden. De minister van Oorlog vond dat de vesting Nijmegen verbeterd moest worden, dus behouden moest blijven en hij benoemde een commissie die over de noodzakelijke verbeteringswerken zou adviseren. De commissie had als voorzitter de kolonel der genie Jacob Johan van Kerkwijk. Leden waren: de majoor van de generale staf Hendrik Johannes Enderlein, de luitenant-kolonel der genie te Nijmegen Willem Steven van der Hart-Beek en Nierstrasz, die bovendien belast werd met de projecten voor de uitvoering van wat de commissie nodig zou vinden. Van hogerhand was de commissie tot grote spoed aangezet, alsof de vijand reeds aan de grenzen stond. Binnen de onmogelijk korte tijd van veertien dagen was het rapport van de commissie voor de minister klaar. Heel bijzonder was dat de door de commissie ontworpen werken al in 1861 en 1862 tot uitvoering kwamen. Maar ze werden binnen tien jaar allemaal alweer gesloopt, omdat zij niet pasten in het volgens geheel nieuwe beginselen aangenomen stelsel van landsverdediging. Maar voor Nierstrasz zelf was de inspanning en het werk onder leiding van iemand als de overste Van der Hart Beek, die de naam had een van de beste toenmalige genieofficieren te zijn, een uitmuntende leerschool in de praktijk van de ingenieur. „Aan hem heb ik te danken” volgens Nierstrasz op zijn tachtigste verjaardag, „wat een jong ingenieur het meest nodig heeft: de kunst om te werken. Op de Academie had ik wel studeren geleerd, maar deze chef leerde mij werken in de zin van voortbrengen, het werken door gebruik te maken van de kennis der dingen, logisch toegepast op het gebruik in het leven."

## Werk in de Waterbouw

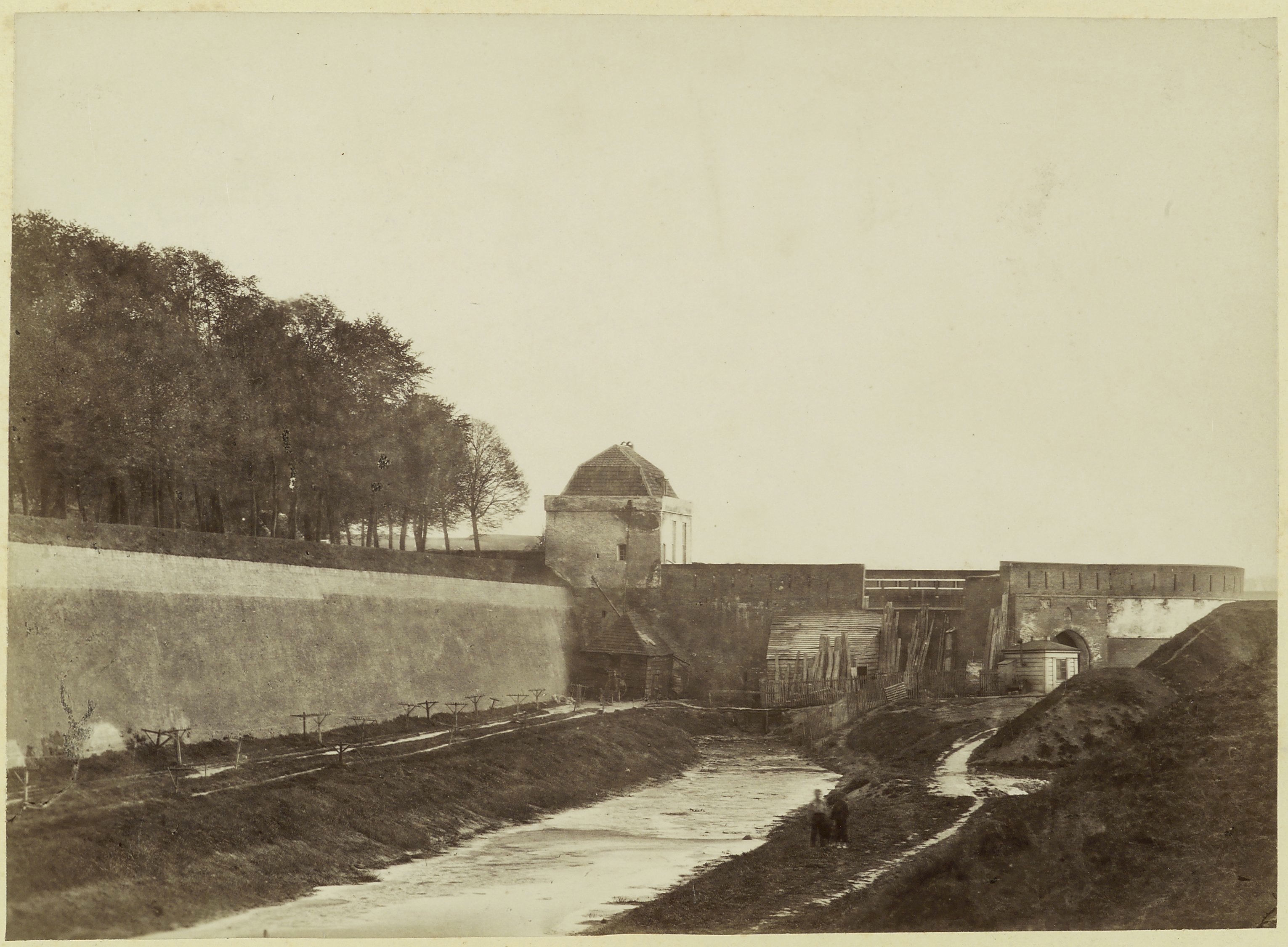
De Hezelpoort in Nijmegen

In de winter van 1860-1861 werd Nederland geteisterd door overstromingen. Maas en Waal traden buiten hun oevers; breuken in de dijken van de Bommelerwaard joegen het water over het land tot de zuider-Waaldijk en de noorder-Maasdijk. In februari 1861 werd Nierstrasz belast met het tegengaan van het Waalwater in het gedeelte van de vestingwerken van Nijmegen, dat onder andere de polder van Nijmegen beschermde. De Waalkade in Nijmegen was, zoals bij sterke verhoging van de Waal altijd gebeurde, ter bescherming van de laaggelegen delen van de benedenstad van gemeentewege van een stevige kistdam voorzien en voor alle eventualiteiten had Nierstrasz in de Hezelpoort, die bij doorbraak van die kistdam als inlaagdijk moest fungeren, tot op manshoogte een kistdam aangebracht en de nodige materialen voor eventuele verhoging aangevoerd. Omdat er verder geen gevaar dreigde, was hij in avondkleding naar het casinobal gegaan, waar een bode hem kwam waarschuwen dat de wind was opgestoken en het water snel steeg. Hij ging onmiddellijk naar de kistdam in de Hezelpoort en leidde daar de werkzaamheden ter verhoging van de kistdam, toen een slag als van een kanonschot het doorbreken van de kistdam van de gemeente op 250 m afstand aankondigde, en het inundatiewater met grote kracht zich over de kistdam in de Hezelpoort stortte en de vestinggracht in liep (het water liep daardoor dus de stad uit). Na een paar uur trad een plotselinge verlaging in de waterstand van de Waal op, als gevolg van de grote doorbraak te Beneden-Leeuwen, die het land van Maas en Waal inundeerde en veel schade veroorzaakte, maar op andere plaatsen ontlasting gaf.
De doorbraken en overstromingen in het Land van Maas en Waal in die winter leidden tot een algemeen beroep op de weldadigheidszin van het Nederlandse volk. Het was een van de eerste publieksacties bij rampen. Op allerlei wijze en in allerlei vormen werden verenigingen opgericht ter ondersteuning van de slachtoffers. In het Nijmeegse garnizoen werd een toneelvereniging opgericht, die met steun van beroepsactrices van vaste toneelgezelschappen een liefdadigheidsvoorstelling gaf, waarbij Nierstrasz de hoofdrol vervulde in Don Cesar de Bazan (een komische opera van Jules Massenet).

## Spoorwegen
Na 1848 was een algemene beweging ontstaan om te komen tot uitbreiding van het spoorwegnet, dat in vergelijking met andere landen ver achterliep. Het kabinet-Rochussen diende in 1860 een wetsvoorstel in inzake de aanleg en exploitatie van de Noorder- en Zuiderspoorweg. Dit werd door de Eerste Kamer verworpen, waarna het kabinet viel. Het kabinet werd opgevolgd door het kabinet-Van Hall-Van Heemstra, dat er wel in slaagde een Spoorwegwet tot stand te brengen. Er kwam daardoor spoorwegaanleg van staatswege, terwijl de wijze van exploitatie later bij wet zou worden geregeld.
Voor de uitvoering van deze wet werd een commissie ingesteld van drie leden, onder de verantwoordelijkheid van de minister van Binnenlandse Zaken, belast met de voorbereiding, leiding en uitvoering van en het toezicht op de aan te leggen werken. Voorzitter was de inspecteur-generaal van de Waterstaat L.J.A. van der Kun. Kort daarop werden drie ingenieurs van de Waterstaat benoemd (J.G.W. Fijnje, J.A.A. Waldorp en J.L. Schneitter (die echter spoedig overleed) benoemd tot ingenieurs in algemene dienst. Feitelijk werkten zij als adviseurs van de commissie. Enkele civiel ingenieurs van de Academie te Delft en een paar ingenieurs en oud-genieofficieren, die zich reeds met spoorwegbouw hadden beziggehouden, werden aangesteld, zodat reeds in 1860, overeenkomstig de bepalingen van de Spoorwegwet, op veel punten met de werkzaamheden kon worden begonnen. Toch bleek het aantal beschikbare ingenieurs niet voldoende.
Op grond van een zeer beslist advies van Fijnje en Waldorp werd besloten te werven onder actief dienende genieofficieren in het Nederlandse leger, die reeds enige ervaring hadden met min of meer grote werken. Men besloot geen ingenieurs uit het buitenland te werven. Op verzoek van de commissie werden daarop door de minister van Oorlog Jhr. De Casembroot, genie kapitein A.G. van Prehn, luitenant J.J. Kalff en Nierstrasz als sectie-ingenieurs ter beschikking van de spoorwegen gesteld en belast met de aanleg van spoorwegwerken en bruggen bij Amsterdam, Zutphen en Venlo.

### Venlo

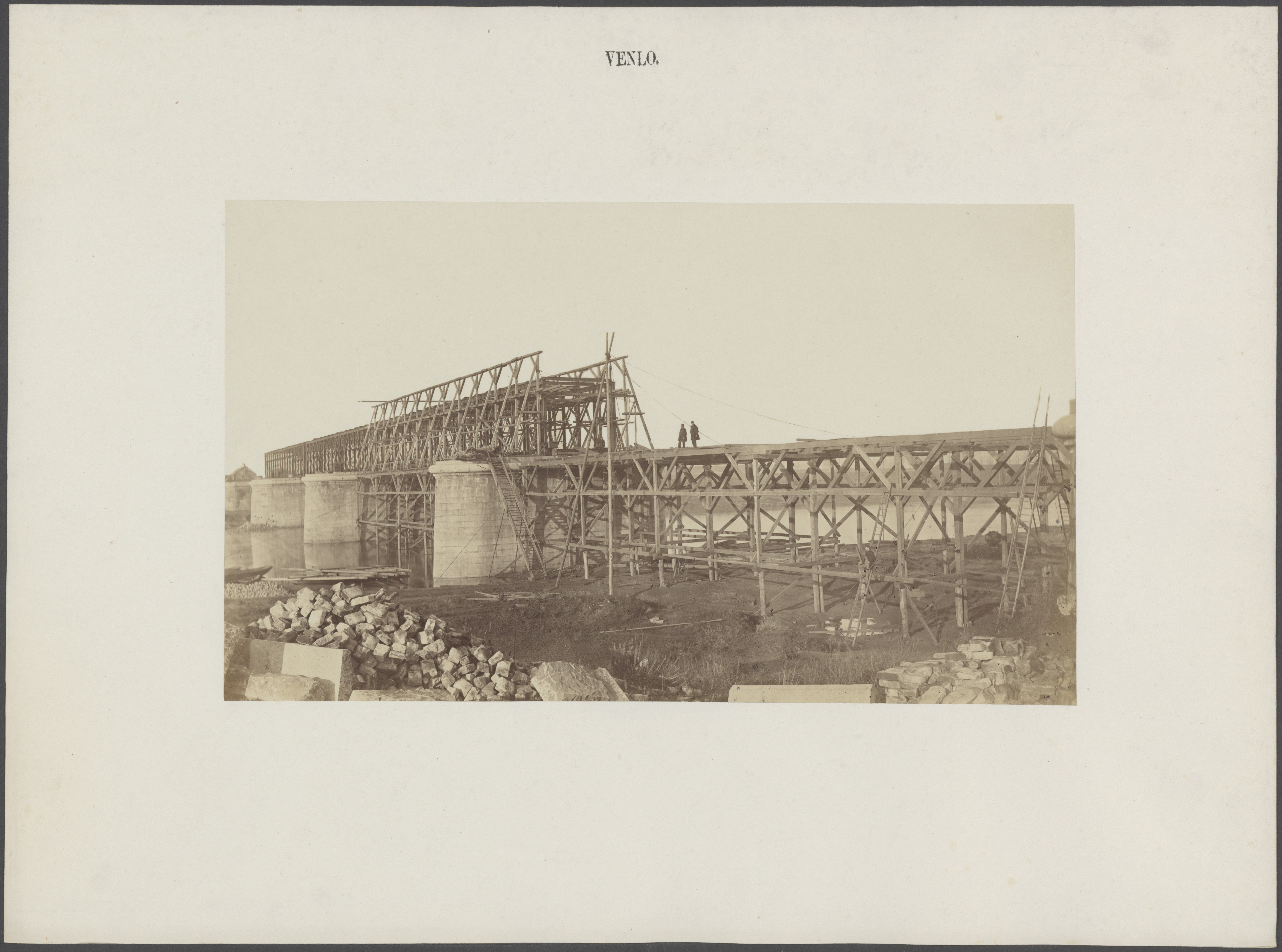
Bouw van de spoorbrug bij Venlo rond 1865

Nierstrasz ontving uit dien hoofde het bevel zich op 1 juni 1861 aan te melden bij de eerstaanwezend (militaire) ingenieur te Venlo. Hij bleef in werkelijke dienst bij zijn wapen (bij de genie). Zijn promotietraject bleef ook doorgaan. Maar hij kreeg de speciale opdracht voor de werken aan de spoorweg (met brug over de Maas) bij Venlo onder leiding van de spoorwegcommissie en de daarbij betrokken vestingwerken onder de bevel van de inspecteur in de tweede inspectie der genie, kolonel Mekern. Nierstrasz kreeg de uitvoering van de derde sectie (27 km lang) van de lijn Maastricht—Venlo, die in het geheel 70 km lang was. Hij diende daarbij onder ir. Johan Arthur Kool, eveneens een oud-genieofficier en voormalig hoofdingenieur van de spoorlijn Aken-Maastricht en de spoorlijn Hasselt-Maastricht (met de daarin gelegen spoorbrug over de Maas bij Maastricht).
De kennis van een jong genieofficier over spoorwegbouw was alleen theoretisch, in Breda waren ze allen geschoold in het weinige dat in het boek Waterbouwkunde van Storm Buysing en Baud daarover geschreven is. Wel verschenen er in die tijd wat artikelen over bruggenbouw in het Tijdschrift van het Koninklijk Instituut van Ingenieurs (dit is niet het weekblad De Ingenieur). Het kostte Nierstrasz nogal wat moeite om zijn gebrek aan theoretische kennis van het vak van spoorwegbouw aan te vullen, omdat hij hier geen ervaring mee had. Het werk in het terrein viel hem makkelijker. Zijn verblijf te Nijmegen onder luitenant-kolonel Van der Hart-Beek had hem een training gegeven in de studie en het opnemen van geaccidenteerde terreinen. Dat kwam hem hier goed van pas toen hij een tracé voor de spoorweg moest bepalen. Dit tracé moest voldoen aan de volgende eisen:
1. De spoorlijn moest de Maas haaks kruisen, onder schootsveld van het fort Sint Michel.
2. De lijn moest vanuit die richting overgaan: westwaarts naar Roermond, oostwaarts in de richting van de  Pruisische grens bij Kaldenkirchen en noordwaarts naar Geldern-Wesel.
3. Aan de westkant van Venlo moest een groot station komen dat ook als grenskantoor voor de douane kan dienen. (Uiteindelijk kwam dit aan de zuidoostkant van de stad.)
4. Vanuit de vesting Venlo moet de gehele lijn in het schootsveld liggen.
5. De brug moest langs de wegen aan beide oevers met gemakkelijke toegangen uit Venlo en het tegenoverliggende dorp Blerick toegankelijk zijn.
6. De onderkant van de ijzeren brug moet op ongeveer AP +21m komen te liggen (de gemiddelde waterstand op de Maas is AP +9.90 m) en de rails op AP +22 m (AP=Amsterdams Peil).
7. De spoorweg moest op alle punten door het geschut van de vesting bestreken worden; en daar waar hij het vuur van achterliggende vestingwerken belemmerde, moest hij voorzien worden van bruggen met doorzichtopeningen in de pijlers.

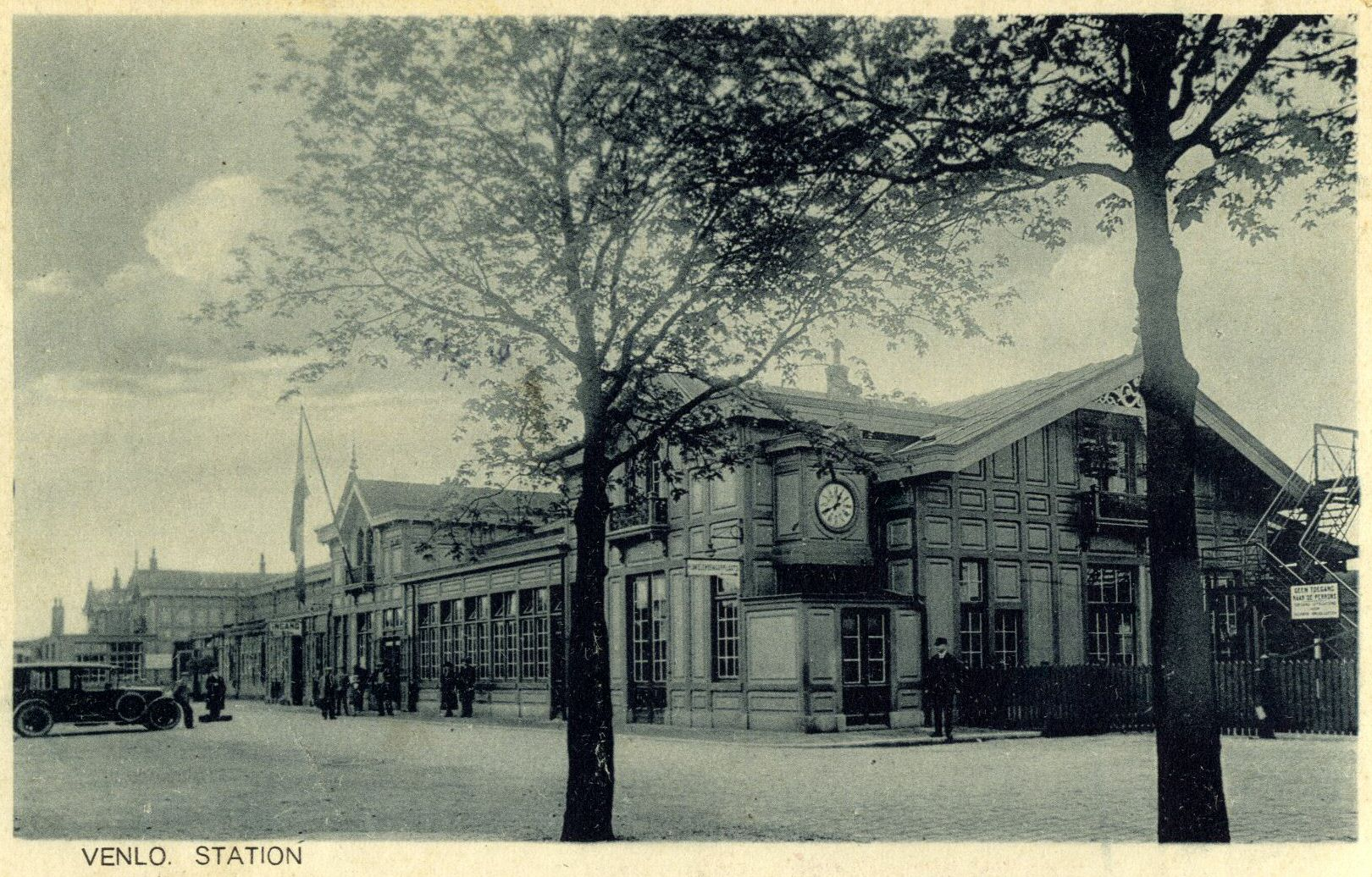
Station Venlo

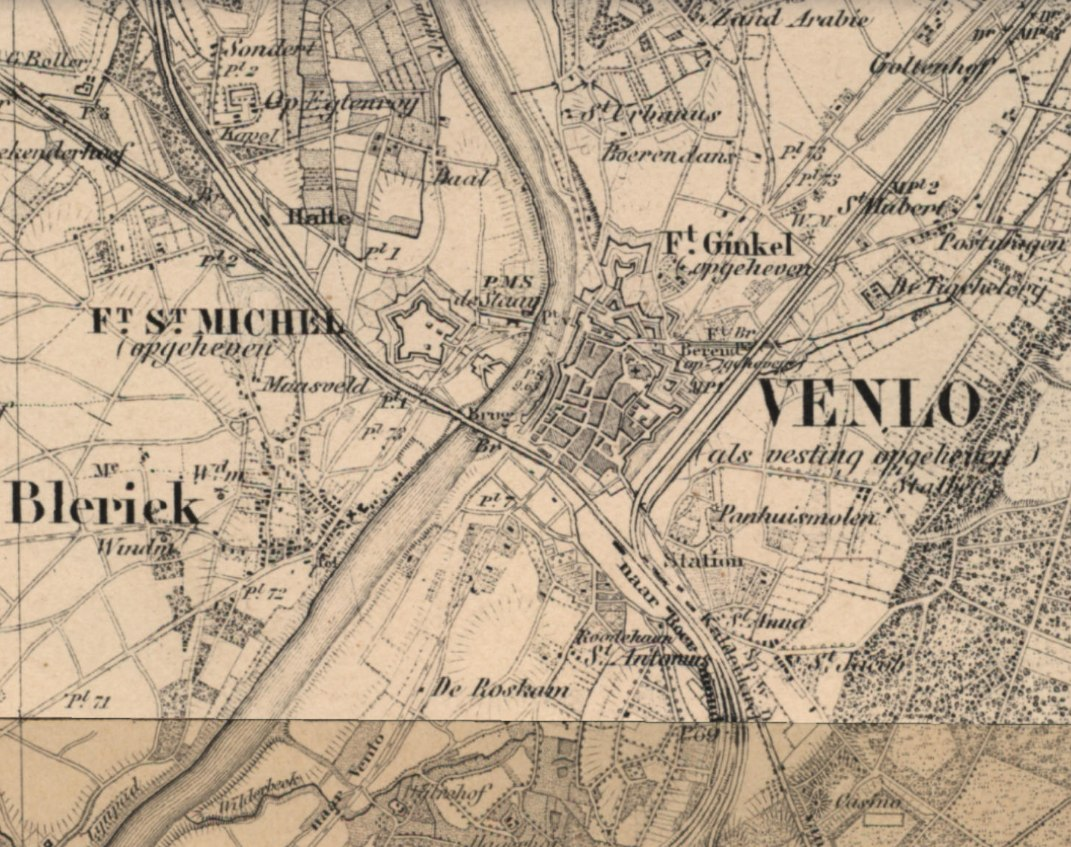
uitsnede topografische kaart rond Venlo, ca 1880

Naast alle technische en militaire beslommeringen moesten er ook de nodige onderhandelingen met gemeentebesturen gevoerd worden over de inrichting van de brug. De gemeente Venlo wilde dat de brug ook toegankelijk was voor gewoon verkeer. Daarnaast waren er eisen ten aanzien an de afvoer van water en ijs. En natuurlijk waren er eisen vanuit de scheepvaart. Pas nadat al deze vraagpunten uitgediscussieerd waren en nadat besloten was dat de brug vier vaste overspanningen van 53,5 m zou krijgen en de lengte van de pijlers en landhoofden voldoende zou zijn voor twee bovenbouwen met enkel spoor, waarvan één tevens voor het gewone verkeer kon dienen, kon de gehele lijn worden vastgesteld.
Voor een gedeelte had Nierstrasz de spoorweg ontworpen binnen de vestingwerken, om daardoor de bezwaren te omzeilen die aan de verdediging waren verbonden. Verder lag de baan met het bovenvlak op of tegen de hoofdwal, enigszins hellend naar de brug en dalende naar het buiten de vesting gelegen station, van waaruit alle bovengenoemde richtingen konden worden bereikt. Op de plaats waar de spoorweg de hoofdwal verliet, werden de vestinggrachten met ijzeren traliebruggen overspannen. Het was inderdaad een heel belangrijke opdracht voor een beginnend spoorwegingenieur. Op bijgaand kaartje van ca. 1880 zijn de vestingwerken aan de zuidzijde inmiddels al gesloopt. In latere geschriften herdacht hij de krachtdadige hulp van hoofdingenieur Kool en van de ingenieur in algemene dienst J.G.W. Fijnje, die zorgde voor de wegneming van allerlei bezwaren, geopperd door de „Waterstaat". Ook de moeilijkheden met „Oorlog" werden door de hulp van de militaire autoriteiten, kapitein Canneman en de inspecteur kolonel Mekern, overwonnen.
Ten slotte werd een en ander, nadat alles was voorbereid in een bijeenkomst van de bovengenoemde heren, onder voorzitterschap van Fijnje vastgelegd in een proces-verbaal. Nierstrasz fungeerde daarbij als secretaris. Dit diende als basis voor de aanleg. Aan de minister werd vervolgens op 4 september 1862 een ontwerpbestek voor de onderbouw, de bouw van de landhoofden en pijlers enz. van de brug over de Maas ter goedkeuring aangeboden. Na deze goedkeuring vond de aanbesteding plaats. Op 31 oktober 1861 werd het werk aangenomen door de firma Keller (Antwerpen) en de firma Stevens (Maastricht) voor ƒ 304.000, en onmiddellijk werd met de uitvoering een begin gemaakt. Nierstrasz werd op 1 juni 1861, dus zestien maanden daarvoor, belast met de spoorwegwerken, dan is dat inderdaad een zeer voortvarend project geweest. In zijn gedenkschrift verklaart hij dan ook nooit in zijn leven zo hard te hebben gewerkt als in dit tijdperk.
Het ontwerp van de ijzeren bovenbouw van de brug, vier overspanningen van 53,5 m, ingericht zowel voor spoorweg als voor gewoon verkeer, was tegelijkertijd gemaakt.

### Zutphen en Venlo

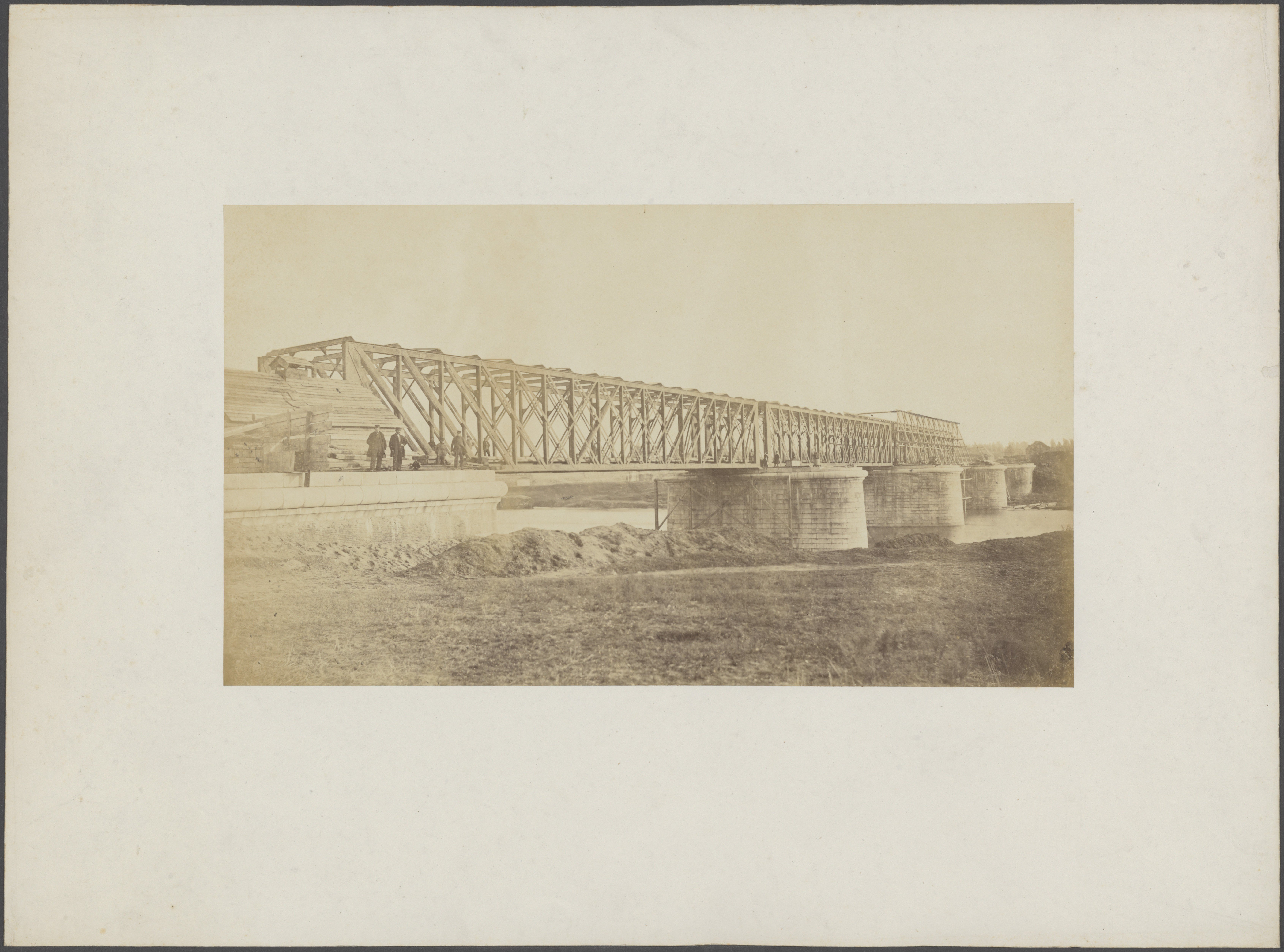
De Spoorbrug bij Zutphen

De commissie van aanleg der Staatsspoorwegen besloot om voor de bovenbouw der beide bruggen te Zutphen over de IJssel en te Venlo over de Maas een wedstrijd te openen, zowel hier in Nederland als in het buitenland. Daarbij werden verschillende fabrikanten uitgenodigd om projecten met prijsaanbiedingen in te zenden. Een speciale beoordelingscommissie, bestaande uit generaal I.P. Delprat en de hoofdingenieurs Storm Buijsing en De Bordes, zou daaruit het beste project in verband met de kosten kiezen en dat aan de minister ter uitvoering aanbevelen.
In verband hiermede wensten de ingenieurs in algemene dienst (Fijnje en Waldorp) dat Kalff en Nierstrasz, de beide ingenieurs die belast waren met de bouw van deze bruggen, ook door hen te maken ontwerpen zouden indienen. Zodoende kon de commissie deze tegelijk met de projecten van de fabrikanten zou beoordelen.
Om de nodige praktische kennis op te doen mochten Kalff en Niestrasz hiervoor dienstreizen maken in het buitenland. Zo bezocht Nierstrasz de verschillende steengroeven in België ten behoeve van de onderbouw, en de ijzerfabrieken in Duitsland ten behoeve van de bovenbouw van de Maasbrug. Voordat Nierstrasz op reis ging, had hij al de ontwerpen voor de spoorweg in en bij Venlo en de vestingwerken voltooid en ingestuurd. Na goedkeuring door de Departementen van Oorlog en van Binnenlandse Zaken vond op 22 december 1861 de aanbesteding plaats. Aannemers werden H.H. Jockin te Venlo en H. van Wijlich te Kessel voor ƒ 274.380.
Nierstrasz had intussen een uitgebreider bureau gekregen, waarbij hij onder anderen ir. J. Rouppe van der Voort eerst als opzichter en later als adjunct-ingenieur tot technische hulp had. In oktober 1862 waren de ontwerpen van de fabrikanten voor de bovenbouw van de bruggen te Zutphen en Venlo bij de commissie ingediend. De commissie besliste dat voor de brug te Zutphen Johann Casper Harkort te Haspe bij Hagen en voor de brug te Venlo de Coelnische Maschinenbau A.G. te Bayenthal bij Keulen de meest aannemelijke aanbiedingen hadden gedaan, zodat de commissie besloot:
- met genoemde fabrikanten nader in onderhandeling te treden;
- dat de door hen ingediende ontwerpen niet onveranderd konden worden uitgevoerd;
- dat overleg met de fabrikanten op te dragen aan de betrokken ingenieurs Kalff en Nierstrasz en hun daarbij de goedkeuring van de minister te betuigen voor de door hen ingediende schetsontwerpen voor de bruggen;
- omtrent de eigenschappen van het materiaal en de voorwaarden van levering, aan de fabrikanten te stellen, de nodige voorstellen te doen.

De Coelnische Maschinenbau A.G. wees nu Ober-Ing. Peter Schmick te Frankfurt aan, die daar de beroemde hangbrug („Eiserner Steg" genoemd) had gebouwd. Hij werkte met Nierstrasz en Rouppe van der Voort in enkele weken een project uit, dat als basis diende voor het definitieve contract (aannemingsprijs ƒ 192.700), dat op 23 juni 1863 de goedkeuring van de minister kreeg.
Op het bureau van Nierstrasz werden nu ook de bruggen over de grachten van de vesting Venlo ontworpen, evenals de brug over de Roer en de doorlaatbrug over het inundatieterrein (beide bij Roermond) en de vele bruggen in de sectie Venlo- Roermond, waarvan de bovenbouw werd aangenomen door John Cockerill te Seraing.

#### Bemoeienis van Thorbecke

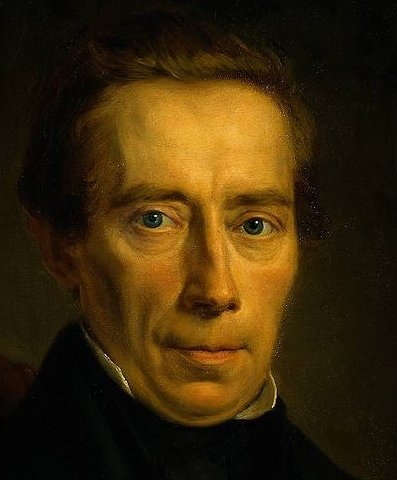
Thorbecke

De „goedkeuring des Ministers" geschiedde in de vorm van een tevredenheidsbetuiging aan Kalff en Nierstrasz, die het persoonlijk karakter draagt van de toenmalige bewindsman. Immers zij luidde aldus:
's-Gravenhage, 30 October 1862.
Met voldoening vernam ik het gunstig oordeel, 'twelk Uwe ontwerpen van den bovenbouw te Zutphen en te Venlo bij het onderzoek van mijnentwege ingesteld hebben ontmoet. Ik stel het op hoogen prijs, dat dus door Nederlandsche Ingenieurs met opzigt tot werken, welke hier te lande nieuw mogen heeten, eene zoo welgelukte proeve werd geleverd, en het is mij aangenaam, U hierover mijne voldoening en erkentelijkheid te betuigen.
De Minister van Binnenlandsche Zaken, Thorbecke.
Merkwaardig was de persoonlijke belangstelling van Thorbecke in de uitvoering van deze spoorwegplannen, die hij reeds als lid der Tweede Kamer had bepleit, maar nadat hij in 1862 in de regering was gekomen, met grote energie bevorderde. Hij bezocht regelmatig de werken in uitvoering, vooral de grote spoorwegbruggen over de hoofdrivieren, en hij stelde zich van allerlei details op de hoogte. Hij effende de weg bij onenigheden met de verschillende autoriteiten en ministeriële bureaus. Daarbij gaf hij blijk van een breed inzicht. Zo ontving hij, bij een vooraf aangekondigd bezoek aan de in uitvoering zijnde Maasbrug bij Venlo, een commissie uit verschillende kleine gemeenten in Limburg, die de minister kwamen vragen om in het belang van het lokale verkeer aan de kleine gemeenten meer stations of halten toe te staan dan waren ontworpen. Toen antwoordde Thorbecke:
Mijne Heeren ! Een spoorweg is er niet om in het verkeer der localiteiten onderling te voorzien. Daarvoor dienen de gewone of groote wegen, maar een spoorweg moet het doorgaand verkeer, ook met andere landen, bedienen en daarom met groote snelheid doorgaan en niet telkens behoeven te stoppen.
Latere bewindslieden dachten hieromtrent weleens anders. Dertig jaar later gelastte een minister aan de H.IJ.S.M. een halte te maken in de spoorweg Amsterdam—Rotterdam aan de Vink, op enkele kilometers van station Leiden, hoewel op de straatweg een tramweg (van de N.-Z.-Holl. tramweg) lag.

### Maastricht
Toen de brug te Venlo bijna klaar was, kreeg Nierstrasz een verzoek van de gemeente Maastricht om een brug over de Maas te ontwerpen in de weg van Roermond naar Weert. Met hulp van Rouppe van der Voort diende hij een project in van een brug met drie overspanningen, elk van 60,4 m met hardstenen (petit granit de l'Ourthe) onderbouw. De bovenbouw van getrokken ijzer bestond uit drie hoofdliggers, samengesteld uit horizontale onder- en bovenrand en een dubbelkruis van diagonalen, zonder verticalen. Het ontwerp werd door de gemeenteraad goedgekeurd, die tot de onmiddellijke uitvoering besloot. Zij wilden de uitvoering opdragen aan Nierstrasz, maar dat mocht niet van Thorbecke. Deze schreef dat: bij de gewigtige werken, die aan uwe zorg waren toevertrouwd, het niet aanging U nog aan andere belangen te wijden. Nierstrasz wees toen Peter Schmick aan, die met hem samengewerkt had voor het brugproject Venlo. De brug is volgens Nierstrasz' ontwerp uitgevoerd en door Schmick beschreven in de Algemeine Bauzeitung.
Voor de verbinding met de spoorwegen op Pruisisch grondgebied werd in verband met een concessie voor een verbinding Vierssen—Gladbach een richting gezocht via Kaldenkirchen. Voor die concessie werden op Nederlands gebied twaalf lijnen uitgezet, als mogelijke aansluitingen. In overleg met een Duitse commissie werd een bepaalde richting gekozen, het punt van aansluiting aan de grens bepaald en een conventie met Pruissen gesloten. Bij die gelegenheid werd Nierstrasz gedecoreerd met de Pruisische Kroonorde.

### Utrecht - 's-Hertogenbosch
In 1864 werd Nierstrasz bevorderd tot kapitein derde klasse der genie. Thorbecke had intussen wijzigingen aangebracht in het beheer van de aanleg. Hij hief de spoorwegcommissie op en stelde de secretaris, jhr. G.J.G. Klerck, aan als adviseur, belast met de aanleg van Staatsspoorwegen. In plaats van Koon trad J.G. van den Bergh op als eerstaanwezend ingenieur. Nierstrasz zelf werd in juni 1863 overgeplaatst naar ''s-Hertogenbosch. Hij ontving, als genieofficier, van de minister van Oorlog daartoe de opdracht: U in garnizoen te begeven naar 's Bosch, zoodra de Minister van Binnenlandsche Zaken zal oordeelen dat de U tevens op te dragen uitwerking en uitvoering der ontwerpen voor den aanleg van den spoorweg van Bommel langs Crevecoeur en 's Bosch naar Boxtel zulks zal vereischen. Voor zoover die werkkring in verband mocht staan met 's Rijks militaire belangen, zult U aan de bevelen van den eerstaanwezenden Officier der Genie te 's Bosch moeten gehoorzamen. Wat zijn werkkring op spoorweggebied betreft, stond hij onder de eerstaanwezend ingenieur ir. Gerrit van Diesen, aan wie de aanleg van de spoorlijn Utrecht—Culemborg—Bommel—Boxtel (60 km) was opgedragen. Nierstrasz werd sectie-ingenieur van de derde sectie Bommel—Boxtel, met een lengte van 26,5 km. Over de richting van deze lijn, die de rechtstreekse verbinding vormde van Amsterdam over Utrecht met het Zuidernet was lang gestreden. In het oorspronkelijke ontwerp van de Spoorwegwet van 1860 was die lijn niet opgenomen, omdat de rechtstreekse verbinding, een lijn van Utrecht over Vreeswijk en Gorinchem naar het Zuiden, een brug noodzakelijk maakte over de Lek bij Vreeswijk en over de Merwede bij Gorinchem, waartegen de Waterstaat overwegende bezwaren had. De regering had dus een lijn van station Maarsbergen langs Amerongen, Tiel, 's-Hertogenbosch naar Boxtel voorgesteld. Een verbinding met de Duitse lijnen kon dan verkregen worden door een zijtak, uitgaande van Wamel (Tiel) via Nijmegen naar Kleef. De gemeente Amsterdam had hiertegen bezwaren (het was geen directe verbinding met het zuiden). Bij de behandeling van de wet in de Tweede Kamer werd een motie van Van Goltstein aangenomen, waarbij de lijn Maarsbergen-Tiel-'s-Hertogenbosch-Boxtel werd vervangen door die van Utrecht over Culemborg-Zaltbommel-'s-Hertogenbosch-Boxtel. Het belang van Amsterdam werd geoordeeld daardoor te zijn behartigd. Een bezwaar voor de landsverdediging was dat het gedeelte van de lijn ten zuiden van Utrecht vóór in plaats van achter de Nieuwe Hollandse Waterlinie lag. Het aan Nierstrasz opgedragen werk te 's-Hertogenbosch was uitgebreider dan dat te Venlo, maar daarentegen was reeds heel veel voorbereid. De lijn in de derde sectie, Zaltbommel—Boxtel, was reeds over de volle lengte getraceerd, gewaterpast en vastgesteld en het gehele terrein aan weerskanten opgenomen en met alle bijzonderheden beschreven. Aan Nierstrasz werden toegevoegd de adjunct-ingenieurs C.W.P. Mieling, jhr. W. Hoeufft, later nog jhr. F.J. DeSavornin Lohman en de hoofdopzichter (later bouw- en werktuigkundige) F. Brand, die hem uit Venlo gevolgd was. Het zogenoemde avant-project voor de spoorwegwerken in deze sectie was reeds gereed. Wat overbleef, was dus de voorbereiding en regeling van de uitvoering, de samenstelling van de bestekken en de uitvoering zelf. Een overzicht van de tussen 1865 en 1870 tot stand gekomen spoorwegwerken geeft chronologisch:
1. Aardebaan met kunstwerken van station Boxtel tot de Dieze bij 's-Hertogenbosch. Dit gedeelte omvatte de gehele onderbouw van Boxtel tot 's-Hertogenbosch, daarin begrepen de spoorwegophogingen in het inundatieterrein Vught-'s-Hertogenbosch en die van het gehele station 's-Hertogenbosch. Aanbesteed 15 maart 1866. Aannemer J. van de Griendt te 's-Hertogenbosch voor ƒ 835.000 (begroting   ƒ 964.344). Het verschil ligt in het voordelig vervoer van het zand, dat de aannemer uit de heide bij Cromvoirt op betrekkelijk geringe afstand in massa kon verkrijgen.
2. Daarop volgde op 20 juni 1867 de aanbesteding van de onderbouw en de kunstwerken van het gedeelte van de Zuider-Waaldijk bij Zaltbommel tot de Noorder-Maasdijk bij Hedel; aangenomen door F. Linskens te Blerick voor ƒ 704.000 (begroot ƒ 679.775).
3. Eindelijk kon de aanbesteding van de onderbouw van de brug te Hedel of Fort Crevecoeur over de Maas op 15 september 1867 plaats hebben, na één jaar vertraagd te zijn door een proces van de onteigening van gronden in de Hedelse uiterwaard. Aangenomen voor ƒ 581.900 door R. van der Vlugt Jzn. te Warmond (ƒ 50.000 onder de begroting).Bouw van de fundering van de spoorbrug, Crevecoeur

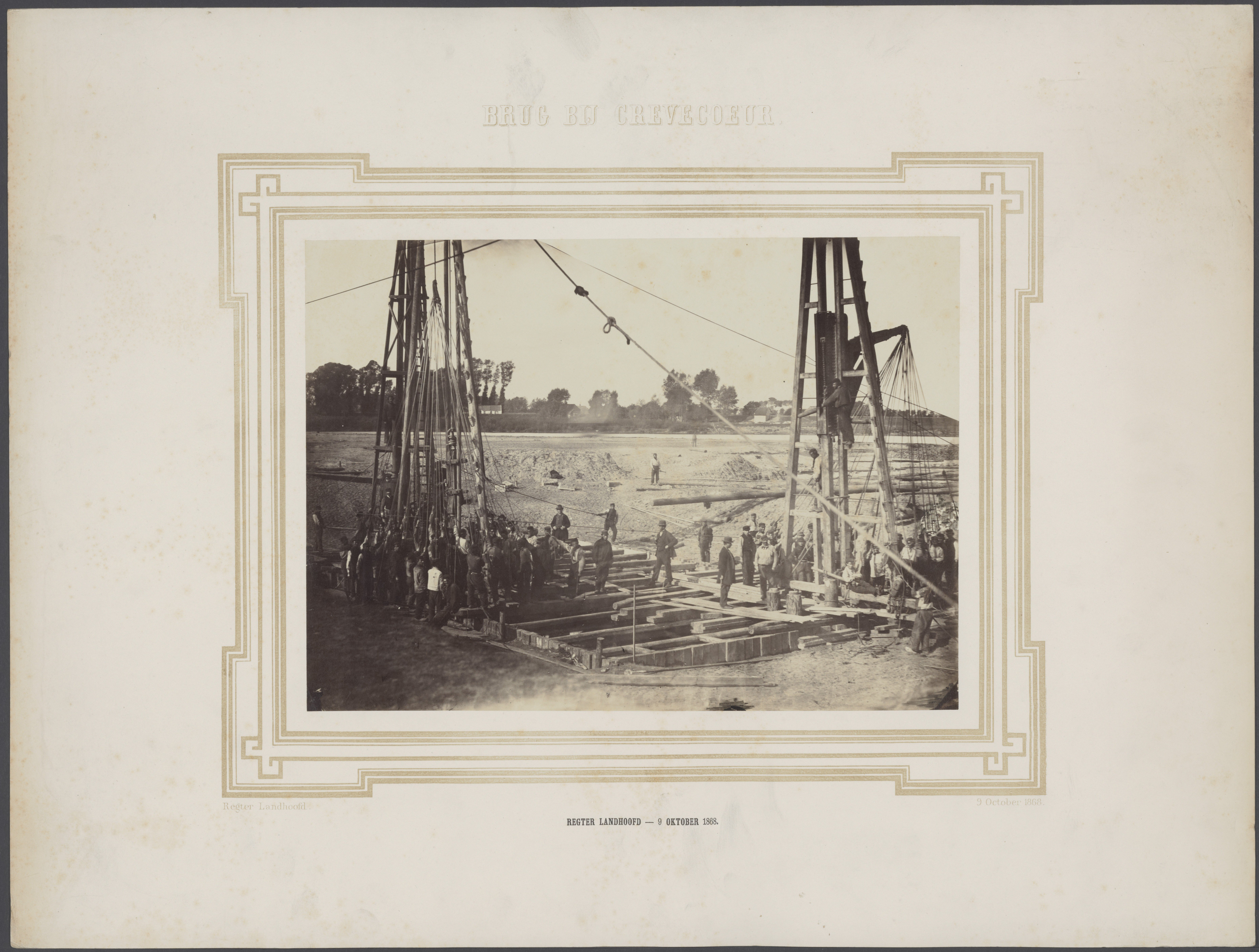
Bouw van de fundering van de spoorbrug, Crevecoeur

4. Op 31 oktober 1867 werd aanbesteed het gedeelte spoorweg van de Zuider-Maasdijk bij Crevecoeur tot de Zuider-Diezedijk bij 's-Hertogenbosch met de kunstwerken. Eveneens aangenomen door R. van der Vlugt, wederom ƒ 64.000 onder de begroting. Deze aannemer ging als gevolg van deze te laag ingeschreven werken tijdens de uitvoering failliet.
5. Op 2 juli 1868 volgde de aanbesteding van de metalen bovenbouw van de brug over de Maas bij Crevecoeur (Hedel). Aangenomen door J. van den Wall Bake te Utrecht, directeur der Utrechtsche IJzergieterij (fabriek Damlust) voor ƒ 533.800 of ƒ 224.000 onder de begroting. Nadien heeft hij in Nederland geen bruggen meer gebouwd.
6. Het maken van de gebouwen enz. op station 's-Hertogenbosch, 2 juli 1868 aangenomen door A.F. van Seters te Vught voor ƒ 185.460.
7. Op 26 november 1868 het maken van de gebouwen op de stations van Zaltbommel en Hedel, aangenomen door Gebr. Thijssen te Deventer voor ƒ 96.383.
8. Op 4 maart 1869 het maken en stellen van de ijzeren bovenbouw van de vaste en beweegbare bruggen (draaibrug voor dubbel spoor over de Dieze bij 's-Hertogenbosch) in de spoorweg van Crevecoeur tot 's-Hertogenbosch. Aannemer F. Kloos te Alblasserdam voor ƒ 110.700.
9. Het voortzetten van de afsnijding van de rivier de Maas bij Crevecoeur door de Hedelse Waard en het maken  van enige verdere werken. Aanbesteding 3 juni 1869. Aannemer J. van de Velde en A. Visser Pzn. te Sliedrecht voor ƒ 414.400. In dit werk was begrepen het maken van het gedeelte spoorwegdam ter afsluiting van de rivier de Maas.
10. Wegens het verlaten van het werk (zie punt 4) door aannemer R. van der Vlugt in verband met zijn faillissement werd de voltooiing voor rekening van de borgen van de spoorweg Crevecoeur-'s-Hertogenbosch op 25 november 1869 opnieuw aanbesteed en toen aangenomen door F. Linskens te Blerick voor ƒ 183.000.
11. De voltooiing van de afsnijding van de Maas bij Casterenshoeve beneden Empel c.a. Aangenomen op 20 januari 1870 door A.G. Huyskes te Hedel en W.P. de Vries te Rossum voor ƒ 291.866 (ƒ 65.000 onder de begroting).
12. Het verplaatsen en veranderen van de schipbrug over de Maas bij Hedel, aangenomen op 10 februari 1870 door J. Fissciier en A. de Bijl te 's-Hertogenbosch voor ƒ 12.847.
13. Het maken van een kademuur langs de haven op het (goederen)station 's-Hertogenbosch op 21 juli 1870, aangenomen door M. Geurts te 's-Hertogenbosch voor ƒ 38.883.

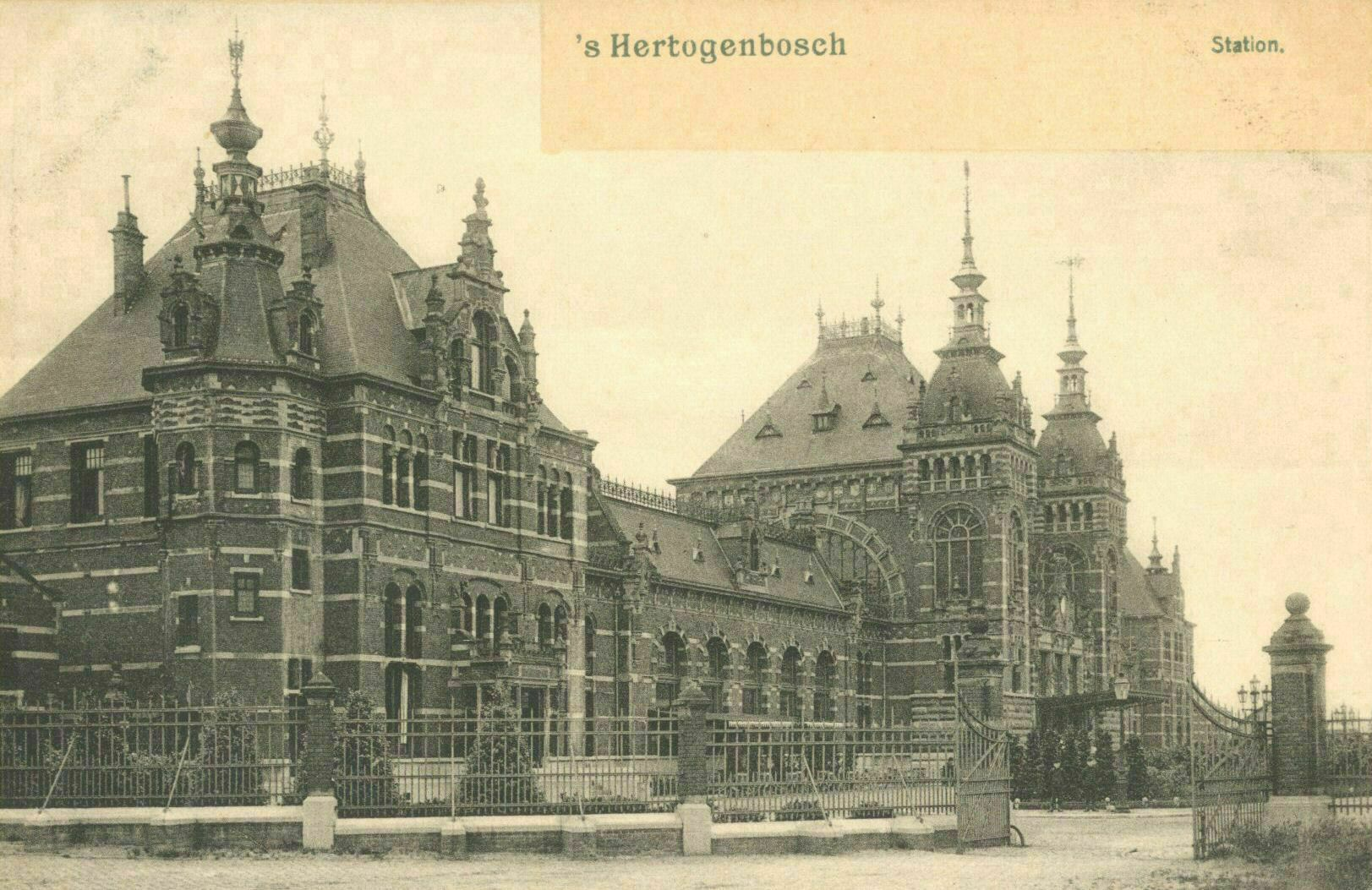
Gezicht op het SS station 's-Hertogenbosch

De hierboven genoemde aanbestedingen en de daarbij vermelde bedragen betroffen enkel de onderbouw van de werken. Daarbij kwamen nog, voor de totale kosten van de spoorweg, de bedragen voor algemene kosten, personeel, toezicht, aankoop van gronden, onteigening en ten slotte de bovenbouw van de weg (ballast, dwarsliggers, rails met toebehoren enz.).
De verschillende baanvakken werden afzonderlijk in exploitatie gebracht, telkens zodra zij gereed waren. Ze werden dan volgens contractuele bepaling overgegeven aan de in 1863 opgerichte Maatschappij tot Exploitatie van Staatsspoorwegen. Die bepaling was én voor die maatschappij onvoordelig én voor de aanleg kostbaar. Er waren hulpinrichtingen op de stations nodig om die stations tijdelijk als eindstations te gebruiken. In Vught, 's-Hertogenbosch, Hedel en Zaltbommel moesten tijdelijke gebouwen, locomotiefloodsen met draaischijven en andere noodzakelijke werken worden gemaakt, die ten slotte enkel op de eindstations Boxtel en Utrecht nodig waren. Achtereenvolgens kwamen in exploitatie: de vakken van Vught-Boxtel op 1 januari 1868, Vught-'s-Hertogenbosch op 1 november 1868, Zaltbommel-Hedel op 1 november 1869 en Hedel-'s-Hertogenbosch op 1 september 1870.

### De brug bij Hedel

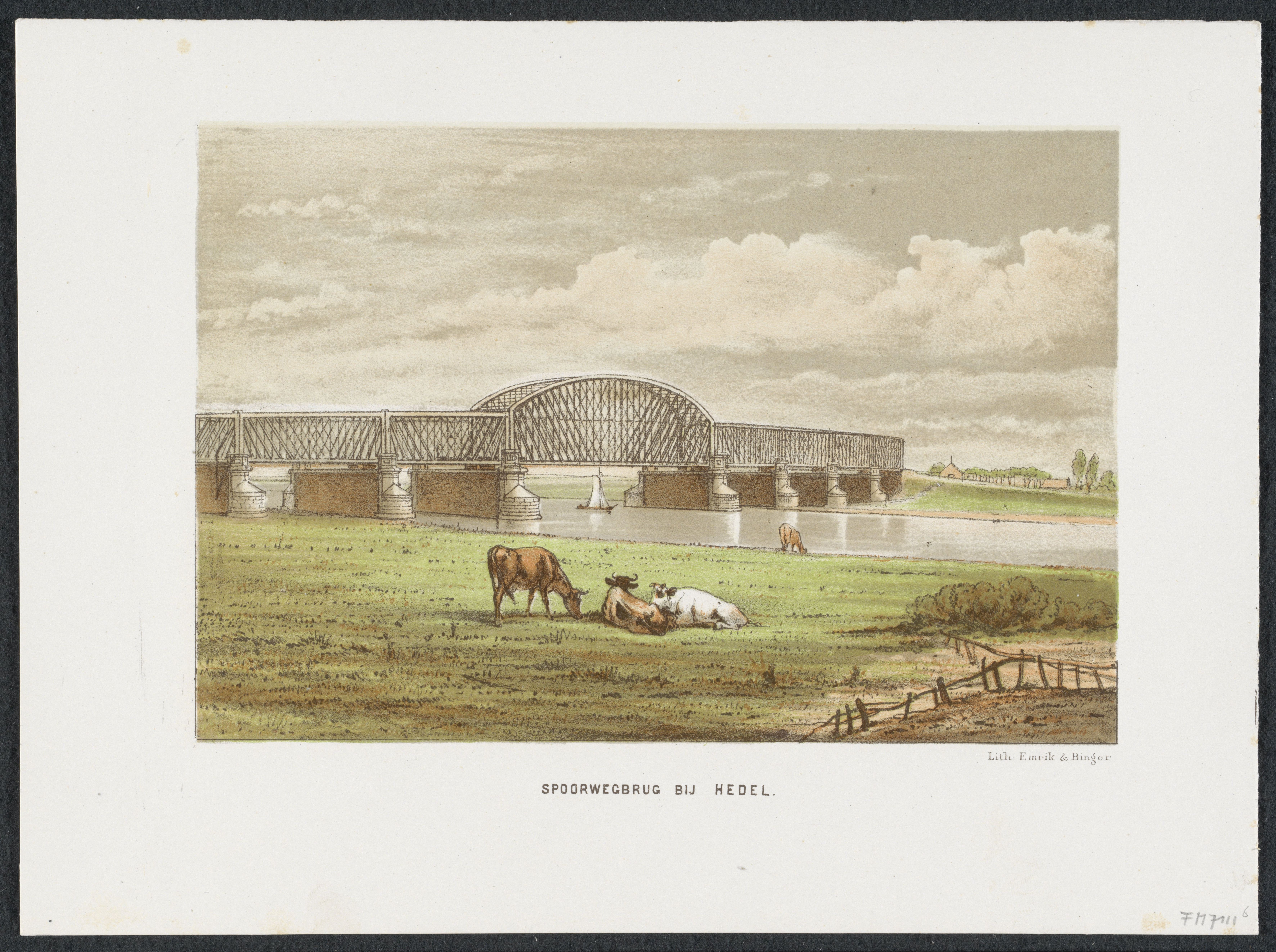
Hedelse spoorbrug over de Maas, 1870

Bijzondere bezwaren bij de uitvoering traden op bij de bouw van de brug bij Hedel in verband met de verlegging van de Maas. De brug lag in een riviervak dat gevormd was door een afsnijding in een scherpe bocht van de Maas beneden Empel. Haar landhoofden kwamen te liggen buiten die bocht, dus op de vaste wal, terwijl de nieuwe rivier pas na de voltooiing eronder doorheen werd gegraven. De aarden dam van de spoorweg zelf werd gelegd door het afgesneden gedeelte van de rivier, waarin door de stroom een geul van 15 m  diepte was gevormd. De brug zelf had een opening van 100 m over de nieuwe rivier, en aan elke zijde vijf openingen van 57 m over de uiterwaarden, als doorlaten bij hoog water; de totale lengte bedroeg 718,50 m. De kosten van de brug waren, zonder die van de rivierverlegging, voor de onderbouw ƒ 569.200 en voor de bovenbouw (enkel spoor) ƒ 546.800, tezamen dus ƒ 1.116.000. De bouw van de brug leverde geen bijzondere problemen op.

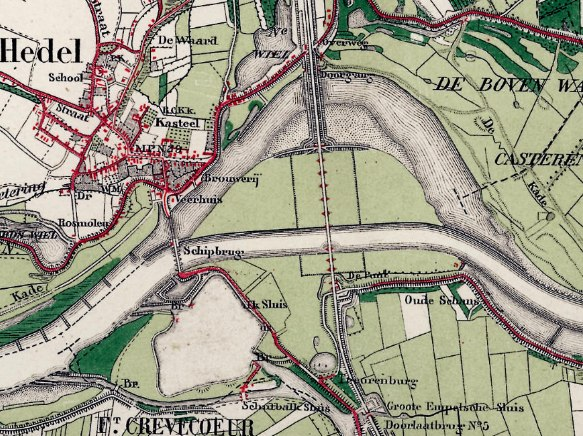
Detail van de topografische kaart van 1865 met de brug bij Hedel. Het Fort Crevecoeur is blanco, want dat is militair terrein.

Alleen de onteigening van het terrein voor de bouw, de zogeheten Hedelse Waard, dat aan één eigenaar behoorde, was niet bij minnelijke schikking te verkrijgen. Daardoor moest er een onteigeningsprocedure komen, die een jaar verlies gaf en er de oorzaak van was dat de voltooiing der hele lijn een jaar werd vertraagd. De bouw van de brug, geheel op het droge, werd als een groot voordeel beschouwd. Nierstrasz echter sprak de mening uit dat dit niet juist was. Wanneer men te doen heeft met een rivier als de Maas, die in de zomer lage waterstanden en dus weinig stroom heeft, daarenboven niet veel breder is dan 100 m, dan worden het transport en de aanvoer van werklieden en bouwstoffen zo eenvoudig en goedkoop dat dit de voorkeur verdient boven het vervoer te land, waarbij vooral de aanvoer van bouwstoffen grote kosten met zich meebrengt.

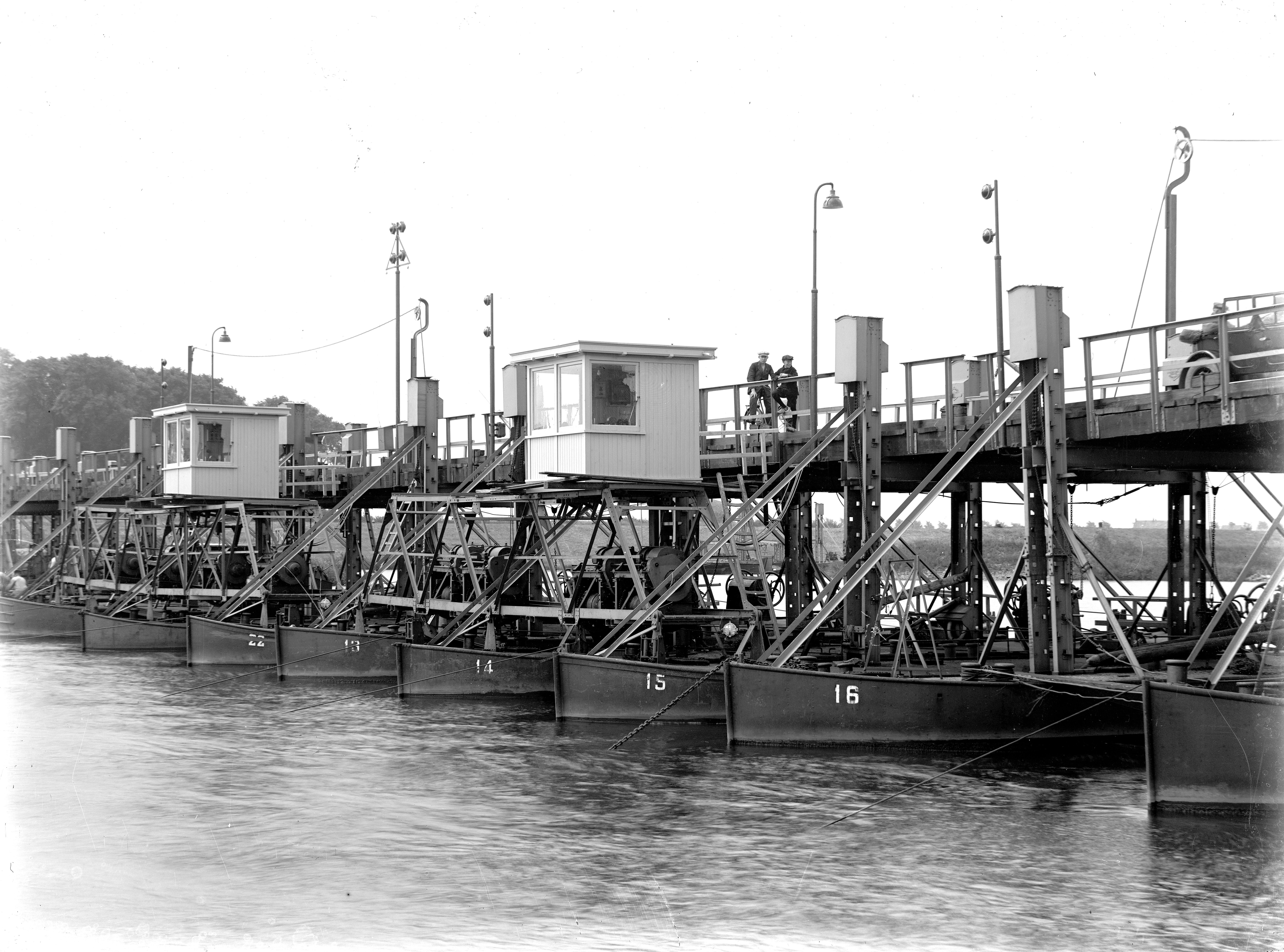
De pontonbrug bij Hedel, na de elektrificatie in 1928; de brug zelf is nog van 1861

Veel hoofdbrekens kostte de afsnijding van een stuk van de rivier de Maas zelf over een lengte van 2500 m tussen Casterenshoeve (onder het dorp Empel) en het dorp Hedel, met bijbehorende werken, zoals het verlegging van wegen en dijken, de vernieuwing van de Schipbrug enz. Terwijl de grond die vrijkwam uit de nieuw te graven geul, voor de rivier moest dienen ter ophoging van de spoorweg Zaltbommel-'s-Hertogenbosch, moest de ontgraving van de nieuwe en de demping van de oude rivier zo  gebeuren dat het gezamenlijke profiel nooit kleiner was dan het normale rivierprofiel. Afgezien van een noodzakelijk geachte verzwaring van de betonfundering van enige pijlers, ondervond de bouw van brug, zowel van de onder- als van de bovenbouw, geen bijzondere moeilijkheden.

### ’s-Hertogenbosch
De werken om en bij 's-Hertogenbosch waren moeizaam vanwege de grote hoeveelheid grondverzet voor  het ophogen van de aarden baan, maar ook omdat het gebied bijna jaarlijks onderliep door de hoge waterstanden in de Maas. Bij Beers was een overlaat die bij hoge Maasstanden het water over de dijk liet lopen in de Beerse Maas, een droge rivierbedding. Dit water werd bij de Bokhovense en Heerenwaardse overlaat weer terug in de Maas gevoerd, maar dan stond wel het hele noorden van Noord-Brabant onder water.

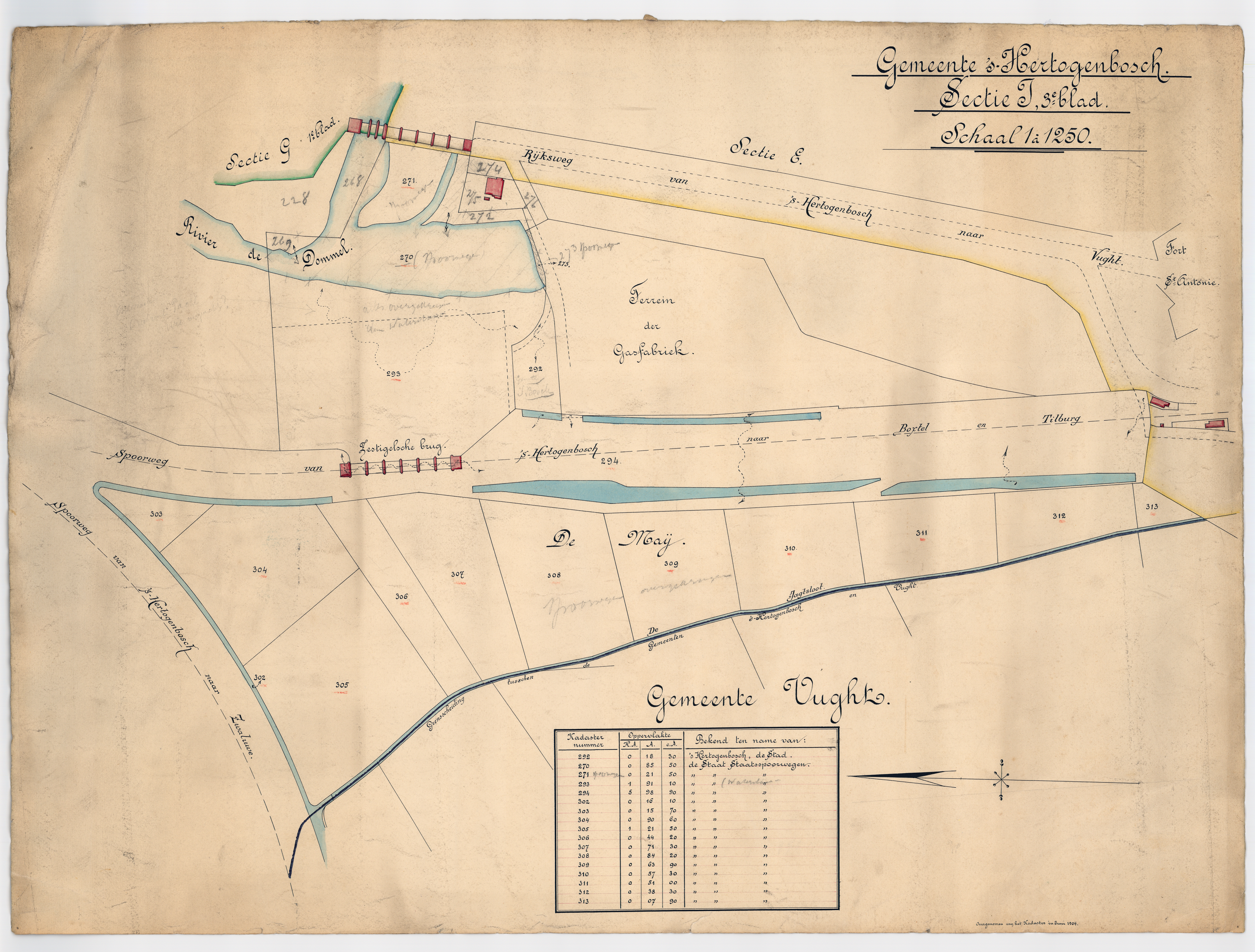
De Zestig - Elsche brug, een van de doorlaatbruggen net ten zuiden van ‘s-Hertogenbosch.

Maar niet alleen het water van de Beerse Maas zette in het voorjaar het land rondom 's-Hertogenbosch onder water, ook de hoge standen van de Maas bij de schutsluis te Crevecoeur beletten het afvloeien van het water van de Dieze, Dommel en Aa, waardoor eigenlijk ieder jaar 's-Hertogenbosch zelf en de omliggende polders tot aan de hoge heigronden overstroomd werden. De spoorwegdam en het station moesten altijd boven de hoogste waterstanden worden gebracht, en dus een hoogteligging verkrijgen van AP +6,1 m (de spoorstaven tot AP +7 m), met de taluds in het inundatieterrein van 1 op 5. Dit maakte een ophoging met 4 tot 5 m van de spoorwegdam en de stationsterreinen noodzakelijk. De kolossale hoeveelheid zand die daarvoor nodig was, werd door de aannemer (J. van de Griendt te 's-Hertogenbosch) ontleend aan de heide bij Cromvoirt. Met groot spoorwegmaterieel en een viertal locomotieven werd dit omvangrijke grondwerk in een paar seizoenen zonder bijzondere moeilijkheden tot stand gebracht. Moesten deze ophogingen dienen om het onbelemmerde spoorwegverkeer bij alle hoge waterstanden te verzekeren, ook voor het ongehinderd doorlaten van het van de oostzijde van 's-Hertogenbosch afstromende water van Beerse Maas moesten in de spoorwegdam tussen Vught, 's-Hertogenboscn en fort Crevecoeur een paar doorlaatbruggen van 100 tot 300 m lengte, in openingen verdeeld van 10 m, worden gemaakt, terwijl voor inlaat en uitwatering van de polder van Van der Eijgen en Empel en Meerwijk een inlaat- en uitwateringssluis moest worden gebouwd. Zowel bij het maken van de ontwerpen als bij de uitvoering van de verschillende werken, die bij de samengestelde waterstaatstoestanden van Noord-Brabant veel moeilijkheden opleverden, kwam Nierstrasz in aanraking met de technische autoriteiten ter plaatse. Een nauwe vriendschapsband voor het leven sloot hij met de arrondissements-ingenieur van de Waterstaat ir. W.F. Leemans.
Nierstrasz woonde van 1865 tot 1867 in 's-Hertogenbosch en verhuisde daarna naar een keet bij de spoorwegbrug te Hedel. Hij kreeg daar wederom bezoek van Thorbecke, gedurende diens tweede ministerie, en raakte opnieuw sterk onder de indruk van de buitengewone gaven van dezen staatsman.

### De Frans-Duitse oorlog
De Frans-Duitse oorlog van 1870 verstoorde de gestage, doch rustige gang van de spoorwegaanleg. De loop van deze kortstondige, maar hevige strijd was zodanig dat de Belgisch-Nederlandse grens kon worden bedreigd door het terugtrekken van de Franse hoofdmacht in de richting van de Maas of door België. De regering mobiliseerde het Nederlandse leger en stelde een observatiekorps op in Noord-Brabant ter bescherming van de neutraliteit. Een groot bezwaar was het ontbreken van een spoorweg uit het hart van het land naar de zuidelijke provincies, die door twee rivieren Waal of Rijn en Maas waren gescheiden. Alle transporten van troepen en materieel konden dus niet anders geschieden dan over de gewone landwegen. Nierstrasz heeft met als titel „Een episode uit het oorlogsjaar 1870" een boeiend verhaal gegeven van de maatregelen om de nog niet voltooide spoorweg, waaraan de schakel Hedel-'s-Hertogenbosch ontbrak, in de kortst mogelijke tijd geschikt te maken voor militair vervoer. 

Op 15 juli 1870 ontving Nierstrasz een telegram van den toenmalige directeur der spoorwegen, jhr. G.J.G. Klerck, met de vraag of het mogelijk zou zijn troepen en krijgsmaterieel van Utrecht naar 's-Hertogenbosch te vervoeren, en zo ja wanneer. Nog diezelfde dag kon aan die directeur worden bericht: „binnen 8 dagen als de vrije hand wordt gelaten voor de kosten", waarop onmiddellijk de machtiging volgde. Met de aannemers van het belangrijkste gedeelte van de werken, de afdamming van de Maas, J. van de Velde en A. Visser Pzn. te Sliedrecht, werd een contract gesloten met de volgende inhoud:

1. Zij verbinden zich binnen 8 dagen, alzoo vóór of op 23 Juli 1870, de Maas daar ter plaatse af te dammen en den spoorwegdam ter voldoende hoogte in profiel te brengen, daarop het spoor te leggen, alles zodanig dat hij met treinen kan worden bereden;
2. De Staat verbindt zich de bijzondere kosten te vergoeden en bovendien een premie uit te keren van ƒ 10.000;
3. De premie zou geheel vervallen indien niet werd voldaan aan de voorwaarde sub 1°.

Wanneer men zich er rekenschap van geeft dat de Maas afgedamd moest worden op een plaats waar zij 150 m breed was, met een geul aan de bolle zijde van 15 tot 20 m diepte beneden middelbaar water, dan is te begrijpen welke krachtsinspanning de uitvoering van dit spoedwerk vereiste. Verder moest het baanvak tussen de Maas en  station 's-Hertogenbosch, waarover nog op een aanlegtijd van een halfjaar was gerekend, vervroegd worden opgeleverd, terwijl werken moesten worden uitgevoerd in verband met het gewone verkeer over de  rijksweg 's-Hertogenbosch—Hedel  (Utrecht), die door de Maasverlegging ten dele was afgesneden. Behalve de Maasverlegging kwamen aldus nog binnen acht dagen de volgende werken tot stand:

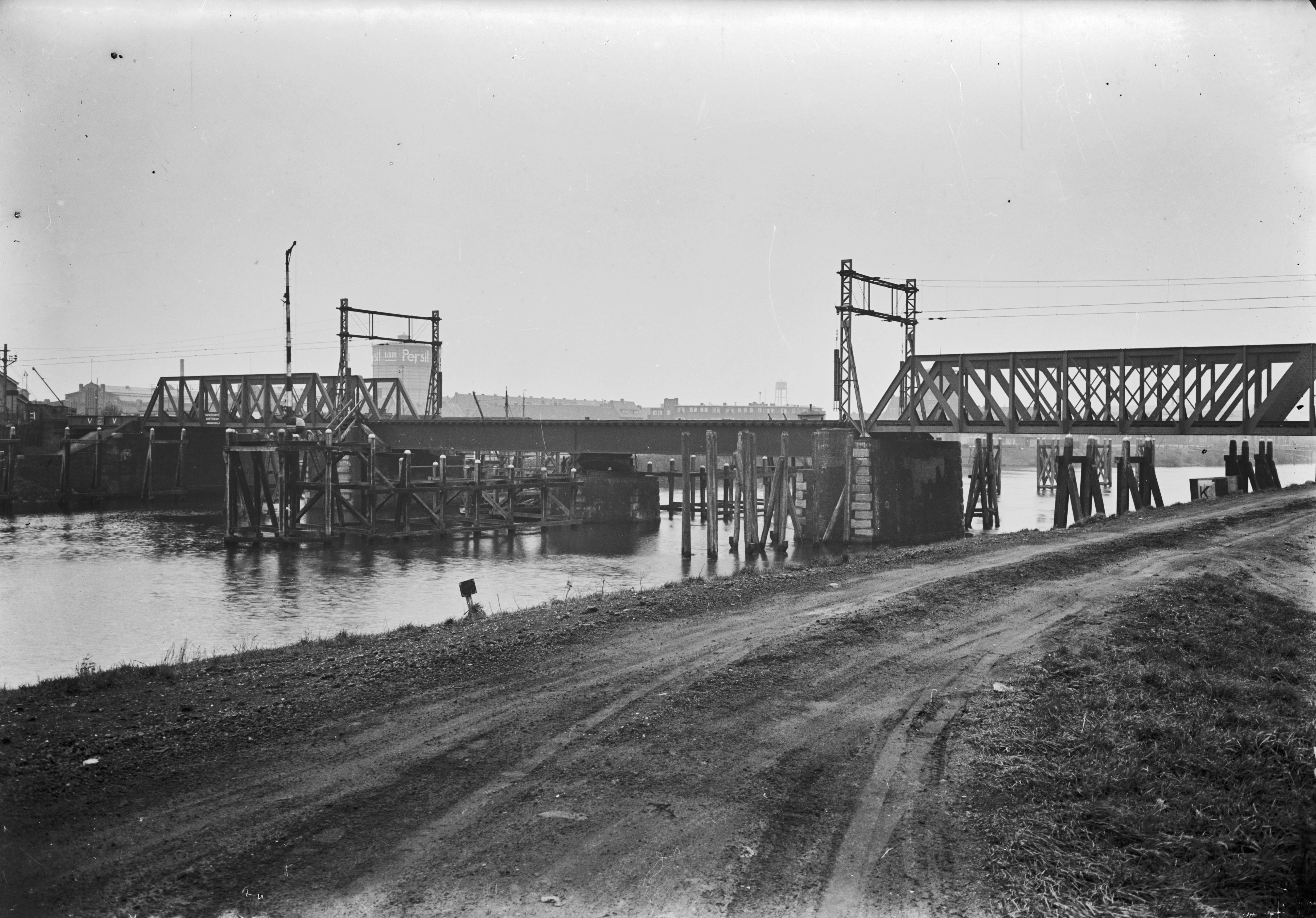
De draaibrug over de Dieze in 1941

1. De leidam langs de rechteroever van de Nieuwe Maas beneden Casterenshoeve (Empel). Aannemers A.G. Huyskes te Hedel en W.P. de Vries te Rossum.
2. De bovenbouw van de spoorwegbrug over de Nieuwe Maas. Op 22 juli werd de laatste spanning van 57 m van de steiger losgeslagen en daarmee was de gehele brug berijdbaar. Aannemer J. van den Wall Bake (fabriek Damlust) te Utrecht.
3. De spoorweg tussen de Maas en de Dieze ('s-Hertogenbosch) werd in berijdbare  toestand gebracht. Aannemer W. Flinskens te Blerick.
4. De bovenbouw van de spoorwegbruggen tussen de Maas en 's-Hertogenbosch werd in berijdbare toestand gebracht, nl. een met een lengte van 40 m, een van 70 m, een van 25 m en een van 6 m. Bovendien moest de draaibrug voor dubbel spoor over de Dieze, die alleen berijdbaar werd gemaakt, terwijl het ontbrekende draaiingstoestel tijdelijk door kabels werd vervangen. Aannemer F. Kloos en Zonen, Alblasserdam.
5. Voor het gewone verkeer kwamen gereed: de vaste brug in de rijksweg over de afgesneden Maas te Hedel, aannemer H.A. van de Wetering te Woudrichem, en de nieuwe schipbrug in verbinding met de vaste brug sub 5° over de nieuwe Maas. Aannemer J. Visscher en A. de Bijl te 's-Hertogenbosch.

Op 22 juli 1870 werd de directeur van de spoorwegen telegrafisch ervan op de hoogte gesteld dat de spoorweg berijdbaar was en 23 juli geleidde Van Diesen zonder enige hindernis de trein met autoriteiten van Utrecht naar 's-Hertogenbosch. Sinds die dag vervoerde de regering troepen en materieel voor het observatiekamp voor het zuidelijke front op de Vughterheide over de nieuwe spoorweg.

## (Niet) Terug naar de genie
In verband met de maatregelen door de regering genomen ter bescherming van de Nederlandse grenzen, waartoe ook behoorde het in staat van verdediging stellen van enige vaste punten en de gedeeltelijke mobilisatie van het leger, wenste de regering ook te kunnen beschikken over de genieofficieren die in 1861 tijdelijk waren afgestaan voor de dienst bij de aanleg van Staatsspoorwegen. Bij besluit van de minister van Oorlog op 18 juli 1870 werd Nierstrasz in activiteit hersteld en ter beschikking gesteld aan de inspecteur-generaal van fortificatiën, zijn oude chef Van der Hart-Beek. Intussen voelde Nierstrasz er niet veel voor om als genieofficier zijn verdere leven door te brengen. Zijn negenjarige werkkring bij de aanleg van Staatsspoorwegen had hem flinke ervaring gegeven als civiel ingenieur. Bovendien had hij in die tijd ook buiten zijn ambtelijk werk zijn aandacht gewijd aan andere technisch-economische vraagstukken, en wel inzake spoorwegplannen voor Nijmegen en inzake de verbetering van de verkeerstoestanden van 's-Hertogenbosch. Wat het eerstgenoemde onderwerp betreft, zo had hij reeds in de tijd (1859—1861) dat hij als luitenant der genie te Nijmegen geplaatst was, veel belang gesteld in de beweging die daar onder de burgerij was ontstaan, om ook Nijmegen een plaats te bezorgen onder de steden, die in het spoorwegnet zouden worden opgenomen, en die daarmede in verband wilde brengen de bestaande plannen voor de sloop van de vestingwerken, het uitbreidingsplan en de verfraaiing der stad. Dat verlangen zou bevredigd zijn geworden in het ontwerp van wet ter subsidiëring van de concessie-Sloet, waarin de lijnen Arnhem— Nijmegen—Venlo en Nijmegen—'s-Hertogenbosch--Tilburg waren opgenomen. Dat ontwerp werd door de Tweede Kamer aangenomen, maar in 1860 door de Eerste Kamer verworpen. Daarmee werd de hoop der Nijmegenaars verijdeld, maar ze begrepen dat zij zelf de handen uit de mouwen moesten steken.

### Nijmegen
Een paar vooruitstrevende leden onder de burgerij, met Francken, Triebels, Van Roggen, Terwindt en Noorduyn aan het hoofd, richtten de Nijmeegsche Spoorweg-Maatschappij op, die de concessie vroeg en verkreeg van de lijn Nijmegen—Kleef (Cleve). Deze spoorweg werd op 9 Augustus 1865 geopend en ter exploitatie gegeven aan de toenmalige Rheinische Bahn, waarop hij aansloot.

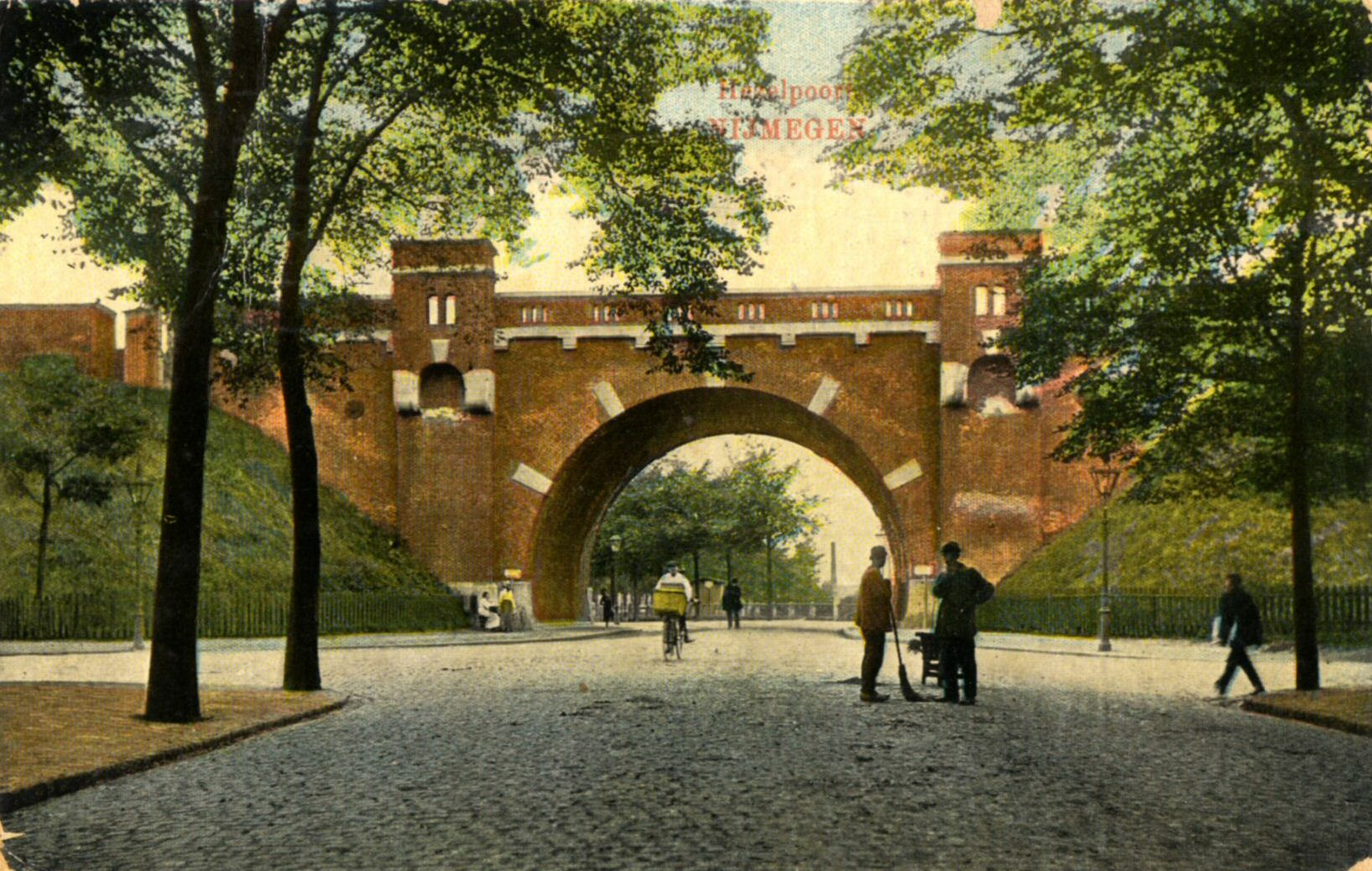
Gezicht op het spoorviaduct over de Lange Hezelstraat te Nijmegen

De Nijmeegsche Spoorweg-Maatschappij wendde daarop pogingen aan om een spoorweg Nijmegen—Arnhem tot stand te brengen. Zij wendde zich tot mr. Ameshoff om met hulp van de Nederlandsche Rhijnspoorweg-Maatschappij de grote moeilijkheden te overwinnen, die bestonden in de grote kosten van een lijn van slechts 19 km, als gevolg van de noodzakelijkheid van de bouw van twee grote bruggen over de Waal en de Rijn en de daarmede verbonden bezwaren om de beide stations te bereiken Men wendde zich tot Nierstrasz, met een beroep op zijn betrekkingen met Nijmegen en hij nam de taak aan om de  directie van de Nijmeegsche Spoorweg-Mij te adviseren. Op hun verzoek maakte hij een memorie, die in 1869 als brochure verscheen. Daarna kreeg hij opdracht voor het maken van een definitief ontwerp van de lijn en van de beide bruggen, waaraan hij, bijgestaan door de Duitse ingenieur F. Müller,  binnen enige maanden voldeed.

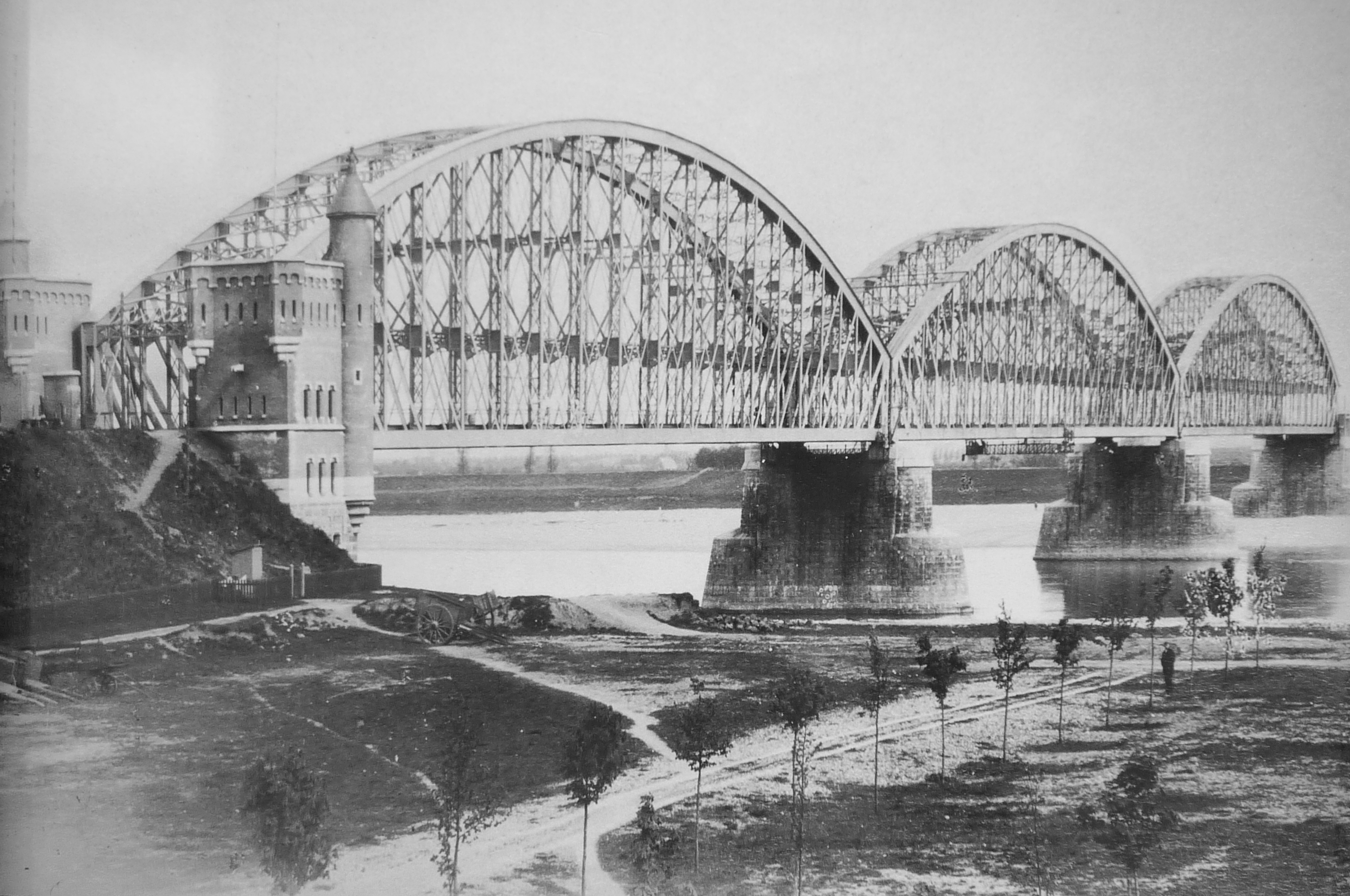
De spoorbrug van Nijmegen uit 1879

Reeds kort na zijn komst te 's-Hertogenbosch leidde zijn kennismaking met ir. W.F. Leemans, tot een gemeenschappelijke poging ter verbetering van de verkeerstoestanden rond ‘s-Hertogenbosch. De richtingen, die bij de wet van 1860 voor de aanleg van Staatsspoorwegen waren vastgesteld, voldeden op veel punten niet aan de behoeften van de streek. Zo was de keuze van Boxtel, een plaats van zeer ondergeschikt verkeersbelang, minder gelukkig als aansluitingspunt van het Noorder en het Zuidernet. Voor zo’n punt, waar de treinen uit en naar tal van richtingen samenkomen, was 's-Hertogenbosch beter gesitueerd. Leemans en Nierstrasz trachtten een rechtstreekse spoorlijn  tussen 's-Hertogenbosch en Tilburg tot stand te brengen, hetgeen pas vele jaren later (1881) door de Nederlandse. Zuid-Oosterspoorweg (Tilburg— 's-Hertogenbosch—Nijmegen) zou worden verwezenlijkt. Bovendien hadden zij nog een ander plan, namelijk om die verbinding, die vooral in het belang zou zijn van het goederenvervoer, tevens te doen dienen om een van de grote keiwegen, die de voornaamste plaatsen van Noord-Brabant verbonden, te benutten voor de aanleg van een  buurtspoorweg (later locaalspoorweg genoemd). Met een bevriend bankier, mr. D.M.J.P. Muller, tevens lid van Gedeputeerde Staten van Noord-Brabant, vroegen zij in 1867 bij de regering concessie voor een buurtspoorweg van station Vught (van Vught tot 's-Hertogenbosch zou de buurtspoorweg gemeenschappelijk zijn met de Staatsspoorweg) tot Tilburg, lopende over de zijberm van de rijksweg van 's-Hertogenbosch naar Breda. Niettegenstaande de steun van de ingenieur van de Waterstaat H.S.J. Rose en van Gedeputeerde Staten van Noord-Brabant werd de concessie-aanvraag door Minister J. Heemskerk Azn. afgewezen.

### Speciale opdracht
Als genieofficier werd Nierstrasz door de Minister van Oorlog met speciale opdrachten belast betreffende onderwerpen, waar de spoorwegaanleg met militaire of defensiebelangen in aanraking kwam. Hij vervaardigde aldus: een ontwerp voor een wijziging (het stormvrij maken) van het fort op de Nederlandschen Rhijnspoorweg te Westervoort, een ontwerp voor de inrichting der brug over de Moerdijk voor het gewoon verkeer, en hij gaf een advies in zake de invloed op de defensie voor de eventuele aanleg en de exploitatie van de lijn Boxtel—Goch (Wesel), de toenmalige concessie-aanvraag Van Menkeren, later de Noord-Brabantsch Duitsche spoorweg genoemd. Verder leidde het oorlogsjaar 1870 tot de opdracht ter bestudeering van het vraagstuk der onderwaterzetting van dat gedeelte der toenmalige Noordbrabantsche waterlinie, dat in verband stond met die van 's-Hertogenbosch, en het bomvrij maken van de militaire gebouwen op de forten Isabel en Crevecoeur. In 1871 ontving Nierstrasz een aan hem persoonlijk gericht telegram, dat steeds tot de aangenaamste herinneringen van zijn leven heeft behoord. Het luidde als volgt:
Vanwege de diensten, mij reeds van vroeger bekend, door U bij den aanleg onzer spoorwegbruggen bewezen, heb ik U aan den Koning tot Ridder van den Leeuw voorgedragen. Ik wil de eerste zijn U met de benoeming geluk te wenschen. Thorbecke
Thorbecke was in 1871 weer als Minister van Binnenlandse Zaken opgetreden. (Hij overleed 15 juni 1872.) Het aan Nierstrasz als kapitein der genie opgedragen onderzoek omtrent de maatregelen voor het stellen der inundaties, die rondom 's-Hertogenbosch deel uitmaakten van de Noordbrabantsche waterlinie, had hem geleid tot het stellen van de algemene vraag, welke de kortst mogelijke tijd voor het stellen van inundatie zou zijn in ongunstige omstandigheden: een warme zomer met lage standen van de grote rivieren, als de Maas voor Noord-Brabant en de Lek voor de Hollandsche waterlinie. Het water voor de eerstgenoemde inundatie moest worden aangevoerd door de sluis te Crevecoeur, dat voor de tweede door de sluis te Vreeswijk. Hij concludeerde dat de tijd voor het stellen der inundaties (van meer dan 8 dagen), te lang was om, rekening houdende met de snelheid, waarmede reeds in die dagen een leger zich bewoog, een krijgsmacht, die zou pogen ons land binnen te dringen, tegen te houden.
In de Vereniging voor de Krijgswetenschappen werd de vraag nog algemener gesteld : in hoever kan ons land door een tijdige onderwaterzetting van het grondgebied in behoorlijke tijd in staat van verdediging worden gesteld. Nierstrasz verdedigde in een vergadering van die vereniging daarbij, mede op grond van zijn ervaring bij de verlegging van een gedeelte der Maas te Hedel, de stelling, dat die tijd in droge zomers en bij lage waterstanden in de hoofdrivieren veel te lang was en dat zelfs tijdelijke maatregelen, als het kunstmatig opstuwen der rivieren, minstens veertien dagen en dus veel te veel tijd zouden vragen. Hij werd daarbij bestreden door T.J. Stieltjes, die meende dat men door het laten zinken van zwaar geballaste schepen spoedig een tijdelijke opstuwing kan verkrijgen. Daartegenover repliceerde Nierstrasz, dat indien het al mogelijk zou zijn (wat te betwijfelen is) om één schip op een bepaald punt overdwars te doen zinken, zelfs bij de geringe opstuwing, daardoor veroorzaakt, de stroom van het water zich onder of naast het schip een weg door de zandbodem zou hebben gebaand. Bovendien zou daardoor de scheepvaart worden gestremd en het was onder alle omstandigheden van belang die te kunnen behouden.
Gedurende reizen naar België, om de uitvoering van aangenomen spoor wegwerken te controleren had Nierstrasz gelegenheid gehad het stelsel der Maaskanalisatie op Belgisch gebied te bestuderen, waarbij de ingenieur van de Belgische Waterstaat Alphonse de Beil (later directeur-général des ponts et chaussées) zijn gids was. Hij sprak de mening uit, dat de stuw van Poirée, daar herhaaldelijk toegepast, bijzonder geschikt zou zijn voor toepassing op onze rivieren, vooral Lek en Maas. Door bemiddeling van de hoofdingenieur van den Waterstaat H.S.J. Rose en de generaal Van der Hart-Beek, werd de Minister van Oorlog genoodzaakt een commissie te benoemen om de denkbeelden van Nierstrasz te onderzoeken. De commissie bestond uit: van der Hart Beek, voorzitter; ir. H.S.J. Rose, ir P. Caland en Nierstrasz, de genieofficier F. Ermerins was secretaris. De commissie maakte een studiereis langs de Maas door België tot de Franse grens, meest begeleid door ingenieurs van de Belgische Waterstaat. Het resultaat van het onderzoek was de opdracht aan Nierstrasz tot het doen van de nodige opnemingen en opmetingen op de rivieren Maas en Lek en tot het maken van de daarop gebaseerde ontwerpen voor de beide genoemde rivieren. Na een verblijf te Vianen en te Culemborg voldeed hij aan deze opdracht. Van de door hem aan het Departement van Oorlog ingediende ontwerpen voor stuwen op die hoofdrivieren heeft niemand ooit meer iets vernomen. Intussen hadden na afloop van de Frans-Duitse oorlog de zaken hun gewone loop hernomen, en Nierstrasz kon nu of zijn loopbaan in de genie vervolgen of zijn grote ervaring als burgerlijk ingenieur opgedaan op andere wijze gebruiken. Hij koos het laatste als gevolg van een onverwachte gebeurtenis.

## Naar het bedrijfsleven

### Tilburg - Nijmegen

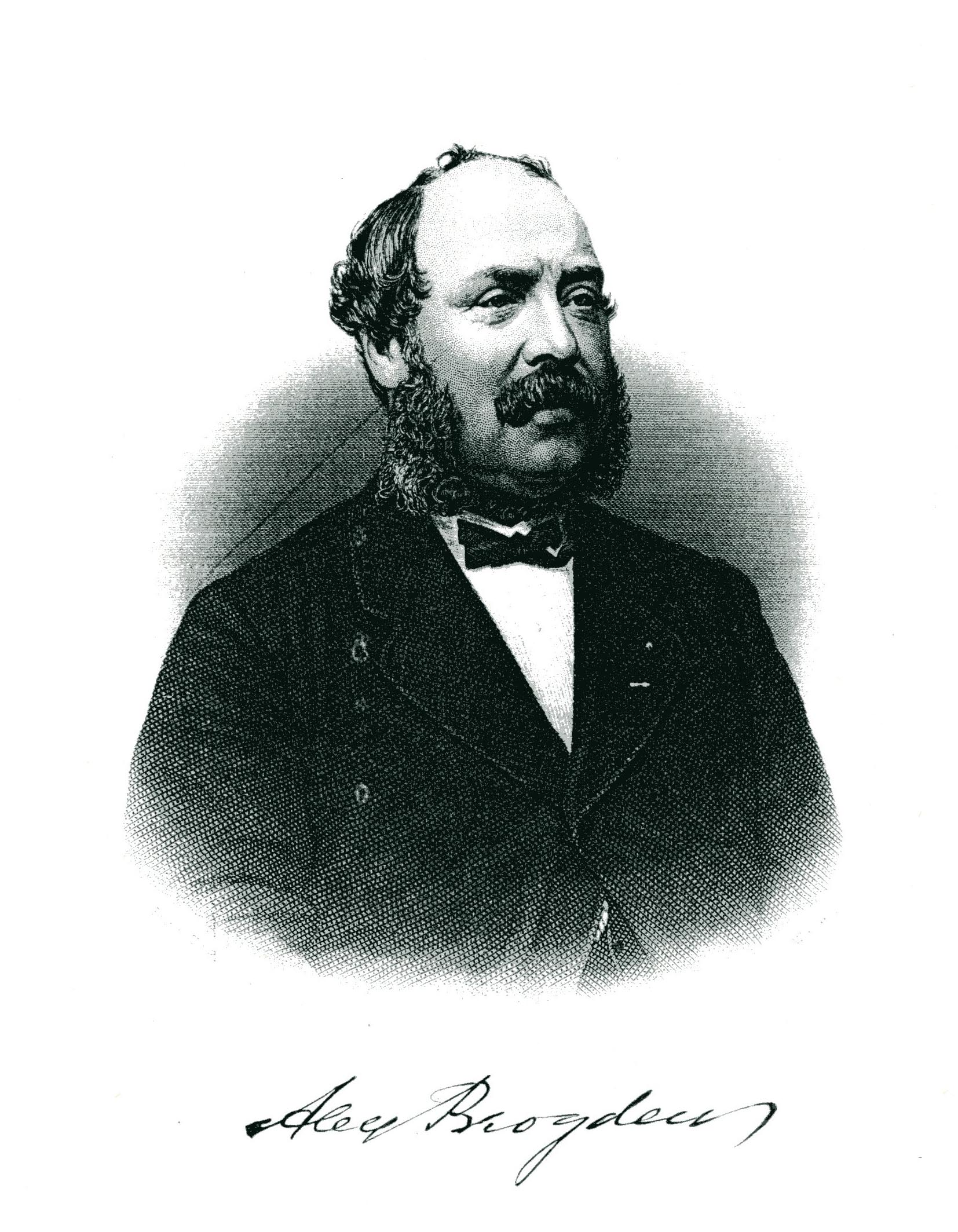
Alexander Brogden

Een Nederlands ingenieur, die veel spoorwegwerk in Engeland had gemaakt, J.H. Muller, had een relatie met een aantal grote Engelse aannemers. Hij wist een van hen, Alexander Brogden, chef der firma John Brogden & Sons, te winnen voor het denkbeeld van een spoorweg van Tilburg over 's-Hertogenbosch naar Nijmegen (het hierboven al genoemde denkbeeld van Nierstrasz en Leemans).
De Engelse aannemer kreeg inlichtingen en bijstand van verschillende Nederlanders, zoals J.P. de Bordes, en personen van de  Nijmeegsche Spoorweg-Maatschappij. Nierstrasz verbond zich om als ingenieur van de te vormen maatschappij op te treden. Daarmee had hij dus feitelijk besloten om geen genieofficier te blijven.
De concessie werd aan John Brogden & Sons verleend op 8 december 1871. De concessionaris richtte een maatschappij op, waarmee hij zich verbond de spoorweglijnen te bouwen en voor zijn rekening te nemen alle kosten, zowel die van oprichting van de maatschappij als die van beheer, toezicht bij de uitvoering met alles wat daaraan verbonden is in de ruimste zin, zodat alle kosten, nodig om de gehele lijn gereed voor de exploitatie op te leveren, voor zijn rekening komen. Tot die kosten behoorden ook de aankoop eventueel onteigening der gronden. Er was slechts een globale begroting opgemaakt. Brogden was nooit in Nederland geweest en kende geen woord Nederlands. De zaak bleek ten slotte uiterst riskant te zijn. Want de kosten bleken de raming ruim te overtreffen; de tijd van uitvoering, geraamd op drie à vier jaren, werd negen jaren. De aannemers werden dan ook geruïneerd. Toen het werk was tot stand gekomen, kon geen overeenkomst worden getroffen met een der aangrenzende maatschappijen en moest tot eigen exploitatie worden overgegaan, hetgeen door de geringe lengte van de lijn onvoordelig was, zodat ook dit een ruïneus bedrijf werd. Zoo is de Nederlandsche Zuid-Ooster Spoorweg-Maatschappij financieel een hoogst onfortuinlijke onderneming geworden.

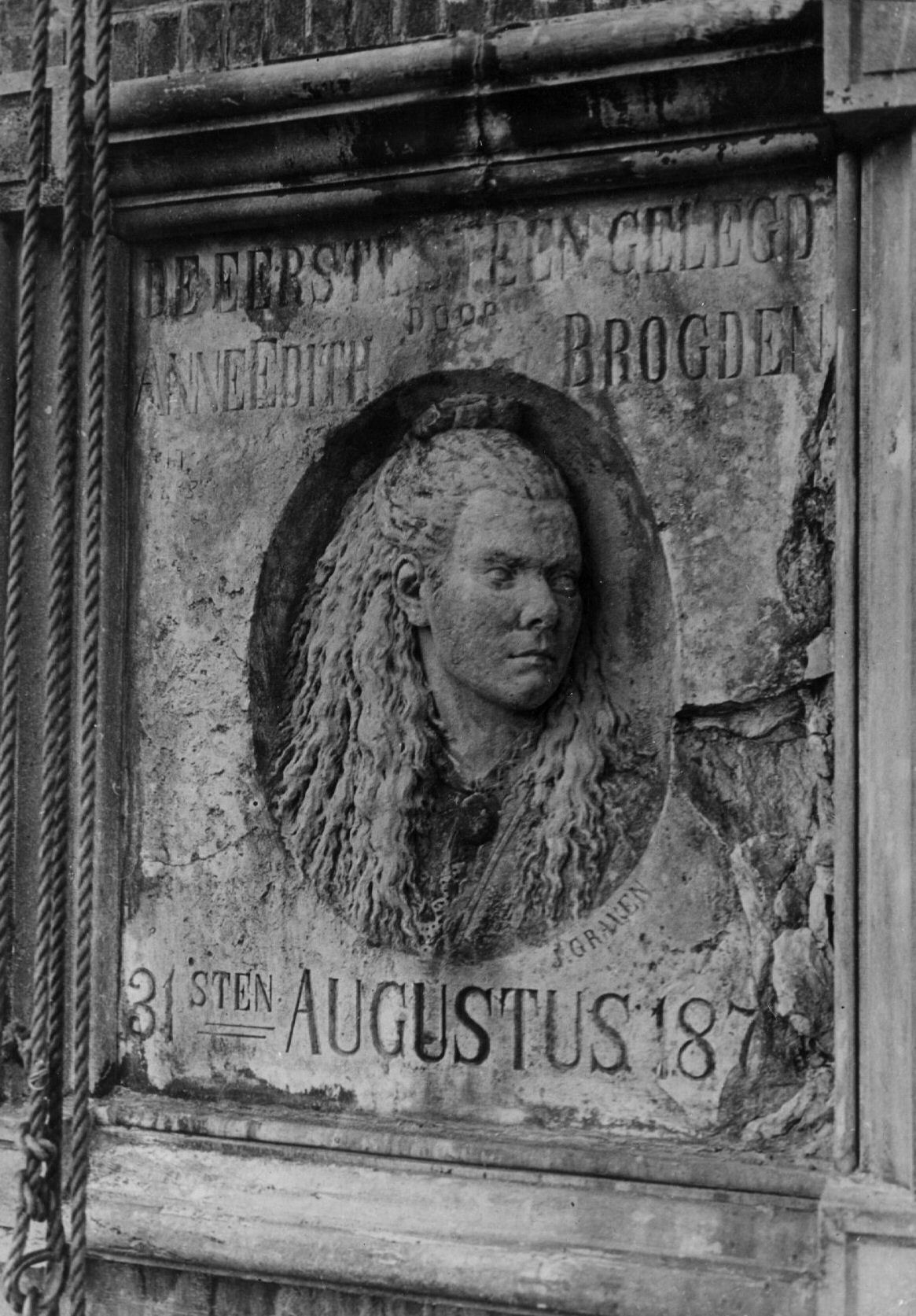
de gedenksteen in de brug bij Ravenstein

De maatschappij met als directeur-president J.P. de Bordes, was gevestigd te 's-Gravenhage. Nierstrasz, de ingenieur van de maatschappij, vestigde zich te 's-Hertogenbosch. Als chef de bureau fungeerde ir. J.A. Wagner. Tal van technici en ingenieurs hebben aan de bouw van de lijn meegewerkt, zoals J. Waldorp, A.J. Krieger, Martens, Schippers, ir. J. van Hasselt (bouw van brug over de Maas bij Ravesteijn, de Edithbrug) en A. Besier. Als ingenieur van Brogden fungeerde de reeds genoemde ingenieur Muller, bijgestaan door ir. J.J. Brevet. De lijn werd aangenomen door J.O van Hattum.
De wijze van werken was voor Nederland zeer ongewoon. De ontwerptekeningen van alle werken voor de lijn, zowel wat richting als samenstelling betreft, van alle grondwerken, kunstwerken, als stations, enz. moesten, nadat zij door de ingenieur van de concessionaris J.H. Muller met zijn staf waren ontworpen, door Nierstrasz worden goedgekeurd en ingezonden aan de directie der Maatschappij, om door deze volgens de bestaande bepalingen de goedkeuring van de Minister te kunnen ontvangen. Na de laatstgenoemde goedkeuring werden de stukken ter uitvoering aan de aannemers ter hand gesteld. De uitvoering viel daarna weer onder directie van Nierstrasz. De hoeveelheden gemaakt werk werden volgens de tekeningen berekend en door toepassing van vooraf met de aannemer overeengekomen eenheidsprijzen in geldsommen omgezet. De staten van die bedragen vormden dan weer de basis voor zowel de afrekening van de concessionairs met de aannemer als van de maatschappij met de concessionaris.
Ook deze lijn had het nadeel dat tussen 's-Hertogenbosch en Ravenstein het baanvak geheel in de traverse van Beerse Maas lag, wat een bijzondere bescherming van de taluds van de spoorweg aan de noordzijde nodig maakte. Bovendien was een 600 m lange doorlaatbrug vóór Ravesteijn noodzakelijk. Men had echter in die tijd reeds werken geprojecteerd om tot sluiting van de overlaten te komen en men verwachtte overigens ten onrechte, een tijdige uitvoering van die plannen. Daarom werden die bezwaren niet belangrijk genoeg geacht om ze te vermijden door een ombuiging van de lijn in meer zuidelijke richting (de Beerse Overlaat werd uiteindelijk pas in 1942 gesloten).
In 1871 werd begonnen met de bouw der brug over de Maas te Ravenstein, die in 1875 voltooid werd. Zij kreeg vier openingen van 62,24 m (hart op hart afstand van de pijlers) en twee openingen van 42,38 m, dus een totale lengte van 333,72 m. Na 1875 begonnen financiële moeilijkheden de aanleg der lijn te vertragen, zo nu en dan werd het werk helemaal stopgezet. Onderhandelingen met spoorwegmaatschappijen, om door enig exploitatie-contract tevens de verdere bouw mogelijk te maken, mislukten. De enige maatschappij waarmee het zou zijn gelukt, was de Grand Central Belge, die een lijn exploiteerde van Turnhout—Tilburg, maar de Nederlandse regering gaf daar geen goedkeuring aan. Het lukte eindelijk wel van de Nederlandse regering bij een wet in 1879 deze goedkeuring te verkrijgen, evenals een rentegarantie van 4½%, op een obligatielening van ƒ 3.000.000 om de lijn te voltooien en het nodige materieel voor de exploitatie aan te schaffen. De lijn werd in 1881 voltooid en kwam in hetzelfde jaar in exploitatie, maar ten koste van Brogden, die er zijn vermogen grotendeels bij had ingeschoten. Nierstrasz spreekt in zijn gedenkschrift met grote waardering over Alexander Brogden, voor wie hij warme toegenegenheid had opgevat. Hij bezocht hem herhaaldelijk in Engeland en maakte zelfs diens verkiezingscampagne mee toen Brogden in 1880 als lid van het Parlement in zijn district Wednesbury werd herkozen. Nierstrasz betreurde dan ook de voor Brogden zo noodlottige afloop van deze zaak. Hij kon die niet verhinderen, want toen hij bij de Nederlandsche Zuid-Ooster Spoorweg-Maatschappij in dienstverband trad. was de gehele financiële opzet van de zaak reeds een voldongen feit. Nadat de Maatschappij enige jaren zelf de lijn had geëxploiteerd werd de exploitatie overgenomen door de Maatschappij tot exploitatie van Staatsspoorwegen, die de lijn in 1883 bij haar net voegde en haar in 1894 kocht.

### Kampen

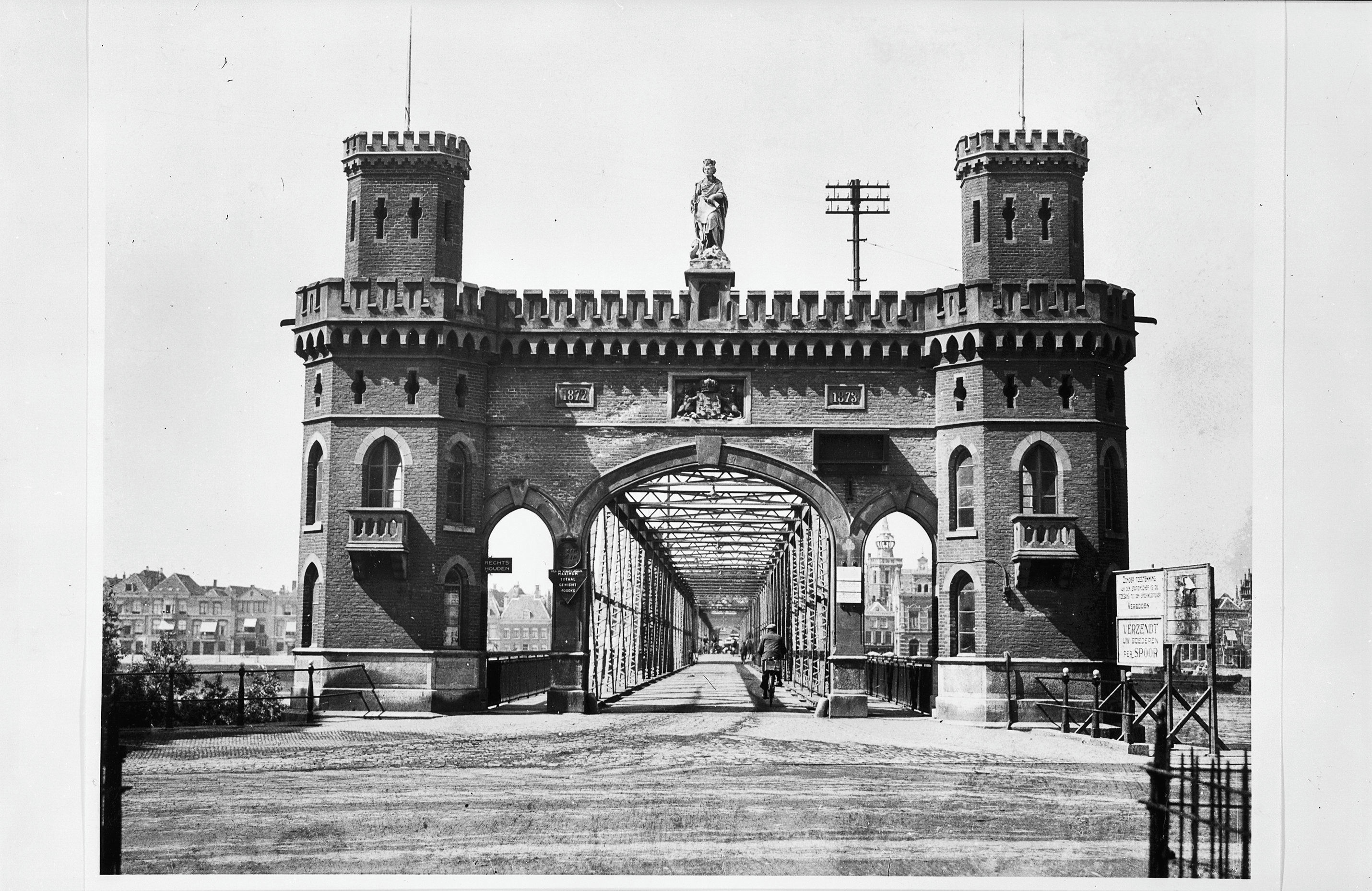
Poort voor de IJsselbrug van 1872

De houten brug van Jan ten Holt was in 1871 aan vervanging toe. Aangezien het Rijk en de gemeente het niet eens kunnen worden over de kosten, hakt het gemeentebestuur de knoop door en geeft Nierstrasz opdracht een brug te ontwerpen. Er wordt een tijdelijke brug gemaakt, de oude wordt afgebroken en door de fa. Felix van Wylick uit Kessel wordt de onderbouw gemaakt. De ijzeren bovenbouw wordt gemaakt door de fa. F. Kloos & Zn. uit Alblasserdam voor ƒ 153.000. Er komt een ingangspoort voor de bug in Waterstaatsgothiek ontworpen door de architect L.C. Hezenmans uit ‘s-Hertogenbosch. De beelden zijn van de Bossche kunstenaar Joseph Graven.

## Het Technisch Bureau Nierstrasz
Toen Nierstrasz zijn contract met de Nederlandsche ZuidOoster Spoorweg-Maatschappij op 1 oktober 1872 had getekend en zijn toekomst als burgerlijk ingenieur gedurende enige jaren was verzekerd, vroeg hij als kapitein-ingenieur 1e klasse non-activiteit aan, die hem nog in dezelfde maand zonder bezwaar der schatkist werd verleend. Als particulier ingenieur richtte hij het „Technisch Bureau Nierstrasz" op en na de totstandkoming van de spoorweg vestigde hij zich in 1881 te Utrecht. Zijn non-activiteit eindigde in 1882 met zijn eervol ontslag uit 's Lands militairen dienst op verzoek.
In juli 1883 verschijnt een advertentie in het Algemeen Hadelsblad waarin hij een aanbesteding aankondigt van werkzaamheden t.b.v. de stoomtram Bussum-Huizen onder zijn directie. In september van dat jaar is het bedrijf verplaatst naar Amsterdam en kondigt hij aan vertegenwoordiger te zijn van verschillende leveranciers van natuursteen, ijzer en spoorwegmaterieel. Hij leverde ook een hardsteen voor de fundering van een kustlicht. In januari 1884 deed hij met een Duitse partner een concessie-aanvraag bij de gemeente Middelburg voor de aanleg van een drinkwaterleiding. Die aanvraag werd afgewezen. In mei 1884 had het bureau in Nederlands-Indië een vertegenwoordiger voor het ontwerp van spoor- en tramwegen. Het bedrijf ging zich steeds meer richten op de handel. Het bedrijf werd in 1905 omgezet in de Naamloze Vennootschap Technisch Bureau voorheen Nierstrasz. Hij liet het reilen en zeilen van het bedrijf steeds meer over aan zijn compagnons in het bedrijf, de heren Erdman en Sielken in Batavia in Semarang, en in Nederland aan ir. R.A.I. Snethlage en ir. A.G. van Steeden. Later trad toe tot directie ir. D.A. Koster, oud-ingenieur bij de Waterstaat en Dienst Openbare Werken in Nederlands-Indië, en toen deze in 1915 de vennootschap verliet werd hij vervangen door ir. E.J. Kist. Het bureau blijkt na de Tweede Wereldoorlog nog te bestaan.
In 1883 werd hij aangezocht in dienst te treden bij de Hollandsche IJzeren Spoorweg-Maatschappij als chef van Weg en Werken en Mouvement. Hij nam die betrekking aan. Volgens overeenkomst met de Raad van Administratie van deze Maatschappij hield hij het Technisch Bureau aan. Hij miste echter de tijd om, naast zijn drukke werkkring bij de Maatschappij, het dagelijks beheer van het Technisch Bureau te voeren. In de loop der tijd werd zijn binding met het Technisch Bureau steeds minder.

## H.IJ.S.M
Nierstrasz heeft een belangrijke en afwisselende werkkring in de tweede helft van zijn werkzaam leven gevonden bij de Hollandsche IJzeren Spoorweg-Maatschappij. In 1883 trad hij in dienst als chef van de dienst exploitatie en van weg en werken. Na de totstandkoming van de spoorwegovereenkomsten van 1890 was die dienst voor één persoon te veel omvattend en de Maatschappij liet hem de keuze welke der beide diensttakken hij wenste te behouden. Hij koos de exploitatie, die hem de laatste jaren bijzonder had aangetrokken en trad in 1890 op als hoofdingenieur, chef van het vervoer en in 1902 werd hij benoemd tot lid van de Raad van Administratie. Als zodanig trad hij in 1912 af.
Met A.K.P.F.R. van Hasselt heeft hij vanaf zijn aanstelling in 1883 aan de verbetering van het spoorwegverkeer in Nederland en naar het buitenland gewerkt. En dat kwam zowel in het goederen- als het reizigersverkeer tot uiting. In het jaar van zijn optreden in 1883 bracht het goederenvervoer op de lijnen der H.IJ.S.M. ƒ 2 miljoen en in 1912 ƒ 12 miljoen op. Gaf het reizigers vervoer in 1883 een opbrengst van ƒ 4¼ miljoen, in 1912 was dit cijfer tot ƒ 15½ miljoen gestegen. En het aantal reizigers steeg van 7 tot 24 miljoen. Bedroeg het aantal daarvoor nodige treinkilometers in 1883 4 miljoen in 1912 was dit 18 miljoen geworden. Het personeel van de dienst van vervoer, dat in 1890 1947 personen sterk was, omvatte in 1912 een corps van 5542 ambtenaren en beambten. Zijn krachtige militaire aard was uitermate geschikt om orde in de exploitatie te brengen en te houden. Vandaar ook zijn voorliefde voor gewezen militairen voor de spoorwegdienst. Tal van, aan het militarisme ontleende, gebruiken werden door hem ingevoerd in de spoorwegdienst. Maar zij hebben zonder twijfel hun nut gehad. In de tijd van Nierstrasz is de Hollandsche IJzeren Spoorweg-Maatschappij uitgegroeid tot een krachtig lichaam, ten volle toegerust om zowel in het binnen- als het buitenlandse verkeer de concurrentiestrijd op te nemen, .

### Verbinding met het buitenland
Nierstrasz heeft het hoofdaandeel gehad in de totstandkoming van de rechtstreekse verbindingen  met het buitenland, zowel met Engeland via Hoek van Holland als naar Duitsland over Salzbergen en naar België en Frankrijk over Rotterdam—Rosendaal—Essen. In die richtingen had de Maatschappij tot Exploitatie van Staatsspoorwegen sedert vele jaren gevestigde verbindingen, bediend met behoorlijke sneltreinen. Na de spoorwegovereenkomsten van 1890 verkreeg de Hollandsche IJzeren Spoorweg-Maatschappij de exploitatie van de lijn Vlaardingen—Hoek van Holland, in 1892 de lijn Almelo—Salzbergen. In hetzelfde jaar werd het gedeelte van de Koninklijke Locaalspoorwegen Willem III, die in beheer waren bij de H.IJ.S.M., Apeldoorn—Deventer—Almelo tot grote spoorweg ingericht. Tevens kwam de verbindingsbaan te Rotterdam gereed. Daar de spoorwegovereenkomsten aan de H.IJ.S.M. het recht van medegebruik verleenden over de lijnen der S.S., was de H.IJ.S M. voldoende gewapend om concurrerende verbindingen in het leven te roepen. Aan Nierstrasz werd opgedragen deze tot stand te brengen.

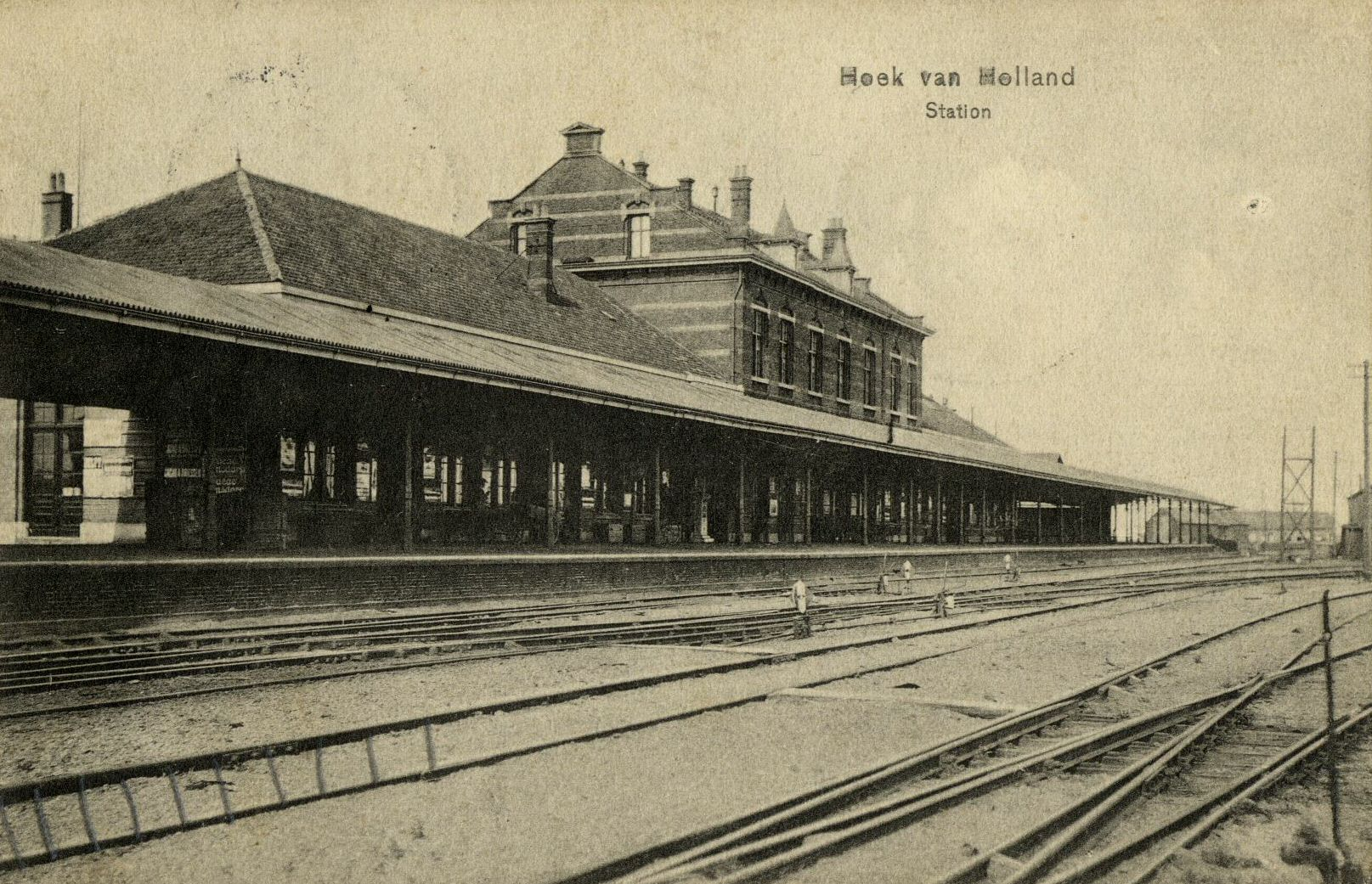
Station Hoek van Holland Haven

De verbetering van de Waterweg van Rotterdam naar zee, de totstandkoming in 1893 van de haven te Hoek van Holland met een goede aanlegplaats aan het spoorwegstation Hoek van Holland waren daarbij gunstige technische factoren. Maar er moesten heel wat onderhandelingen worden aangeknoopt, ingeleid en afgewikkeld, zowel in Nederland als in het buitenland, heel wat belangenstrijden worden uitgevochten, voordat een resultaat werd bereikt. Er bestond sedert jaren een verkeer van reizigers en goederen tussen Engeland en het vasteland, bediend door de Great-Eastern Railway Company te Londen door middel van haar stoombootlijnen Harwich—Antwerpen en Harwich— Rotterdam. De stoomboten dezer Harwich-lijnen behielpen zich, met aanlegplaatsen te Rotterdam, hetzij tegenover het station van de voormalige Rijnspoorweg, hetzij aan de Boompjes, waar dan de passagiers zelf moesten zorgen voor hun verder vervoer per spoorweg of anderszins. Er werd nu een contract gesloten tussen de Great-Eastern en de H.IJ.S.M., waarbij beide maatschappijen zich verbonden tot het gezamenlijk bedienen van het verkeer tussen Engeland, Nederland en Duitsland. Daarbij werd bepaald, dat eerstgenoemde maatschappij zich belastte met het verkeer op de spoorwegen in Engeland en tevens met over zee van Harwich naar station Hoek van Holland, terwijl de H.IJ.S.M. het verdere verkeer op Nederlands gebied in aansluiting aan de Duitse spoorwegen zou exploiteren. De Engelse Maatschappij begon eerst met enige stoomschepen uit de vaart Harwich—Antwerpen en liet dadelijk enkele grotere passagiersschepen maken, die aan de hoogste eisen beantwoordden. Van de zijde van de H.IJ.S.M. waren heel wat moeilijkheden te overwinnen. Voor het Zuid-Duitse verkeer moest een snel een verbinding naar Bazel tot stand gebracht worden. Betrekkelijk spoedig slaagde men daarin met de hulp der Pfalzische banen. Het belangrijke verkeer naar Zwitserland werd, tot dat de geografisch zoveel gunstiger gelegen route over Calais-Dover hun kwaliteit opvoerden, over de Hoekroute bediend.
Voor het Noord-Duits verkeer moest de kortste route Hoek van Holland—Berlijn worden opgezocht. Een schakel daarin was de lijn Apeldoorn—Deventer—Almelo. Zij was wel is waar oorspronkelijk als locaalspoor bedoeld, maar men had bij de bouw van de over de IJsselbrug te Deventer er al op gerekend dat deze brug voor doorgaand verkeer op niveau van een hoofdspoorweg zou kunnen worden gebracht en de gehele lijn was spoedig als hoofdspoorweg ingericht.
Meer moeilijkheden had de H.IJ.S M. met Duitsland om te proberen een sneltreinverbinding te verkrijgen van Hoek van Holland over Bentheim—Salzbergen—Rheine—Osnabrück—Löhne—Hannover—Berlijn, respectievelijk Bremen en Hamburg (Lübeck). Tot 1893 waren op Duits gebied die verbindingen hoogst gebrekkig; zij werden bediend met boemeltreinen, zodat bijv. op het gedeelte Rheine— Lohne (98 km) op 17 stations moest worden gestopt behalve dan nog een oponthoud te Bentheim en Osnabrück van 1 tot l½ uur.
De Duitse spoorwegen hadden drieërlei bezwaren tegen de route Berlijn (Hamburg—Bremen)—Harwich tegenover die via Vlissingen:
1. Het aandeel der spoorwegen op Duits (Pruisisch) gebied via Salzbergen in de passagiersvrachten was kleiner (dus nadeliger) dan dat van de route over Emmerich—Vllssingen.
2. Men vreesde een gevaarlijke concurrentie te openen of te bevorderen tegenover de reeds twintig jaar bestaande Vlissingse lijn, waardoor er een mogelijk nadeel was voor het postvervoer Duitsland - Engeland.
3. Men vreesde de aandrang om meer sneltreinen te moeten inleggen in het traject Salzbergen—Berlijn, hetgeen op dit drukke baanvak uiterst moeilijk was.

De behandeling van deze vraagpunten vulde geregeld een deel van de  zittingen van de Europeese dienstregeling-conferenties. Deze zittingen werden tweemaal per jaar (juni en december) gehouden vóór de zomer- en de winterdienst in een der zetels van de Duitse Directie, en in latere jaren ook in andere voorname steden van Europa gehouden, onder voorzitterschap van de spoorwegdirectie ter plaatse.
Nierstrasz had in zijn loopbaan als ingenieur van aanleg veel contact gehad met Duits-, Frans- en Engels-sprekende collega's en autoriteiten en hij bewoog zich met grote gemak tussen anderstalige collega's. Hij was de aangewezen man voor zulke internationale bijeenkomsten, die voor hem bovendien een bron waren van verruiming van zijn gezichtsveld. Hij kwam daarom in bijna alle streken en grote steden van Europa, van Syracuse tot St. Petersburg en Moskou, van Milaan tot Londen, Parijs, Kopenhagen, Stockholm en Kristiania (de toenmalige naam voor Oslo). Gedurende de tijd (1883—1903) dat hij belast was met de exploitatie of de werken van de H.IJ.S.M. heeft Nierstrasz zodoende kennisgemaakt met bekende mannen op spoorweggebied van alle nationaliteiten. Hij was een geducht tegenstander, wanneer het gold de belangen zijner maatschappij te verdedigen tegenover denkbeelden omtrent voorwaarden van aansluiting of andere exploitatiebelangen die door de concurrerende maatschappijen naar voren werden gebracht.

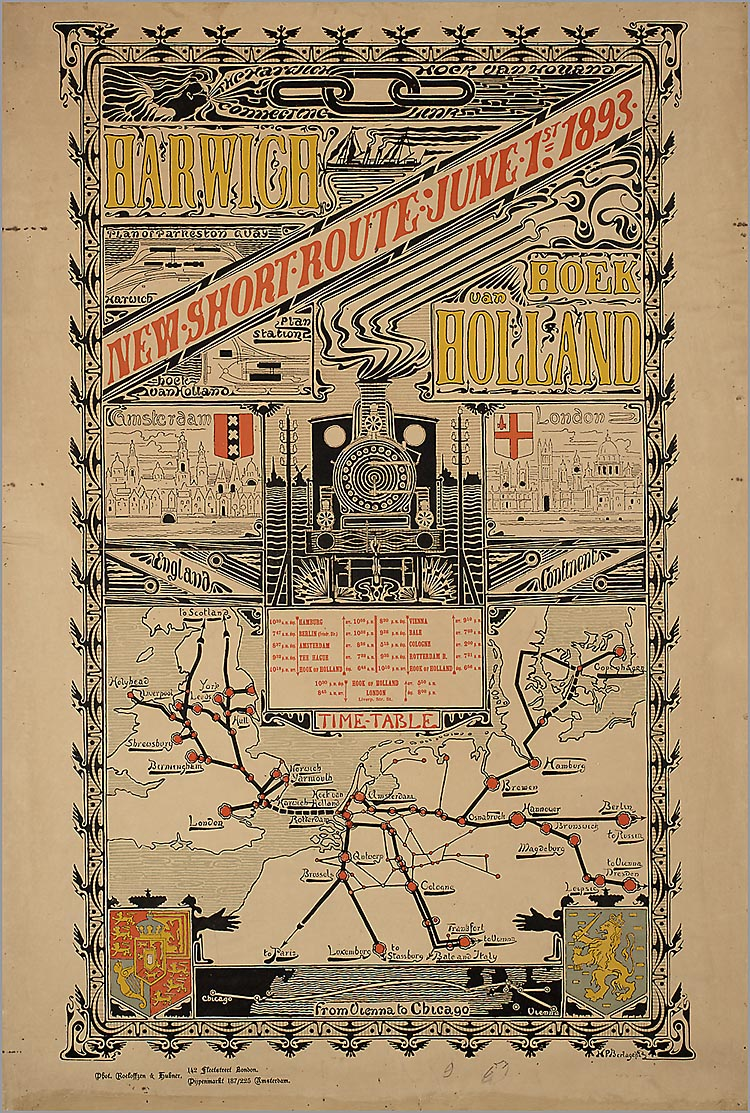
Harwich - Hoek van Holland, affioche uit 1893 van Berlage

De stappen bij de Pruisische regering voor de verbinding Berlijn—Harwich werden gezamenlijk gedaan door de Great Eastern en de H.IJ.S.M., waarbij A.K.P.F.R. van Hasselt en Nierstrasz voor laatstgenoemde belanghebbende optraden. Handelskringen in Engeland, Nederland en Duitsland begonnen zich voor de zaak te interesseren. Een brochure zag het licht getiteld: „Die Eisenbahn-Verbindungen zwischen Nord-Deutschland einerseits und den Niederlanden und England anderseits". Als geestelijke vader van dit geschrift was Nierstrasz te beschouwen, maar het droeg de naam van D. Gelderman, president van de Kamer van Koophandel te Oldenzaal en lid van de Aufsichtsrath (commissaris) van de spoorweg Almelo—Salzbergen. De brochure werd op grote schaal verspreid en had blijkbaar grote invloed. Na tien jaar onafgebroken strijd werd het pleit begin 1903 beslist door een besluit van de Pruisische minister Von Budde, medegedeeld op een conferentie te Hannover van al de daarbij betrokken spoorwegdirecties dat de verbindingen van de Nederlandse spoorwegen zowel die van de S.S. over Vlissingen als die van de H.IJ.S.M. over Hoek van Holland, geheel op dezelfde voet, wat de aansluitingen met de Duitse spoorwegen betreft, behandeld zouden worden.
Als teken van gezonde collegiale opvatting kan vermeld worden dat toen op de eindzitting te Hannover in 1903 deze beslissing van de Pruisische minister ten gunste van de route Hoek van Holland—Harwich bekend werd gemaakt, al de daarbij betrokken leden op conferentie, de Duitse zowel als de Nederlandse, zowel voor- als tegenstanders, hun gelukwensen aan de afgevaardigden kwamen aanbieden voor de behaalde overwinning. Hieronder waren ook de tegenstanders uit de groep der Nederlandse spoorwegen: Engeringh van de Maatschappij tot Exploitatie van Staatsspoorwegen en Voorhoeve van de Noord-Brabantsch-Duitsche Spoorweg-Mij (Boxtel—Wesel). Niettegenstaande de gevoerde felle oppositie bleef de vriendschappelijke verhouding met Nierstrasz ongestoord, zowel gedurende als na de debatten.

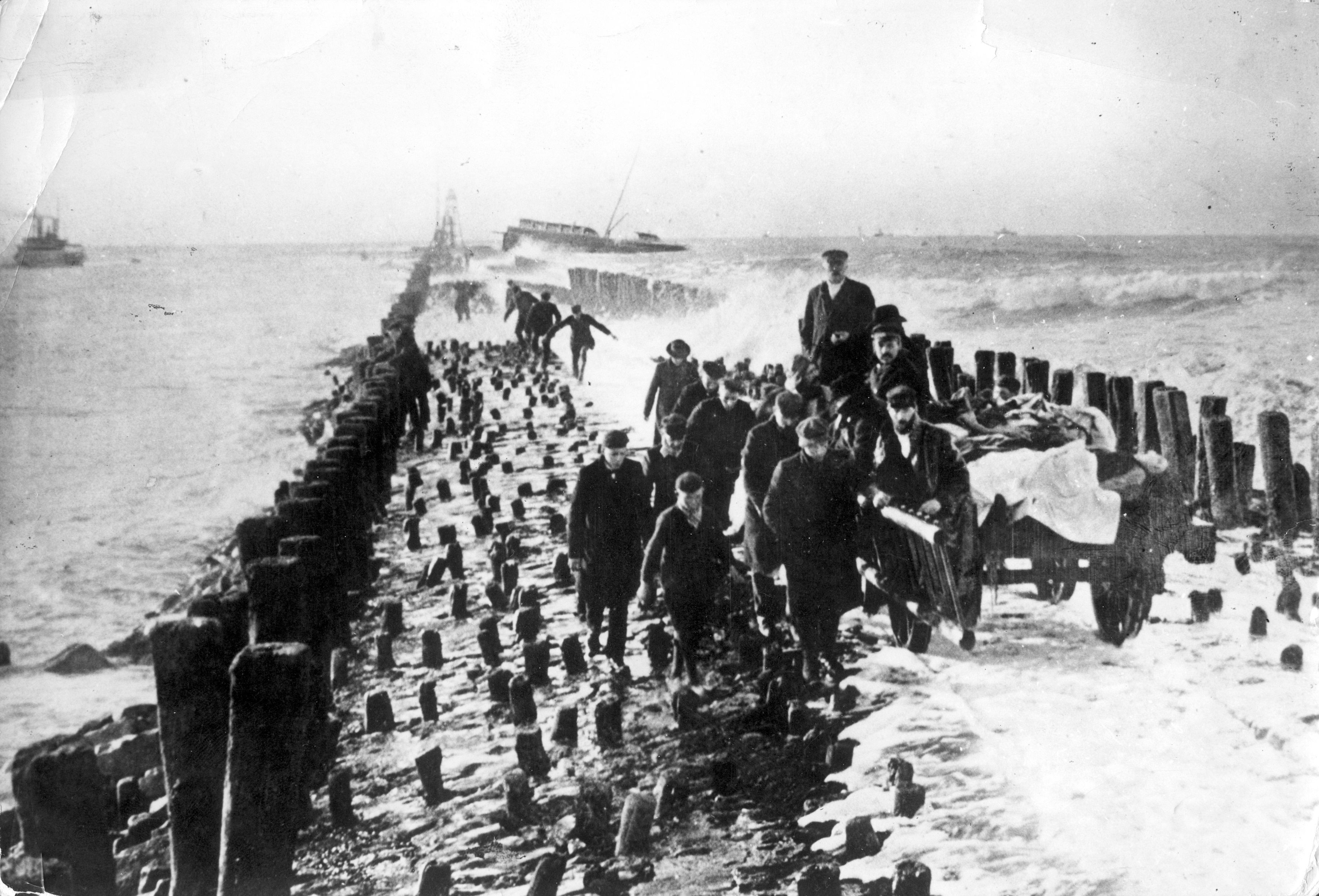
Ramp van de SS Berlin

Een ongekende verkeerstoename was het gevolg; al in 1903 vervoerde de Harwich-route met één enkele nachtdienst meer reizigers dan de concurrerende Vlissingse lijn met dag- en nachtdienst tezamen en dat niettegenstaande de sterke afname van het Zuid-Duitse verkeer, dat in betekenis afnam, naarmate de kanaalroutes (Dover-Calais) de grote voordelen van hun zoveel gunstiger geografische ligging gingen uitnutten, daarbij flink gesteund door de bijzonder krachtige medewerking van de Chemins de fer du Nord en de Chemins de fer de l'Est. En deze sterke positie van de Harwichlijn bleef gehandhaafd, totdat in 1907, het voor de Harwichroute zo rampzalige jaar van de ondergang van de SS "Berlin", het vervoer van 110.000 tot 93.000 reizigers afnam. Het volgende jaar 1908 bracht nieuwe scheepsrampen en de verkeersdaling hield verder aan, zodat in 1908 het verkeer nog terugliep tot 85.000 reizigers, net zo veel als in 1901.
Daarmee was echter de concurrentiestrijd niet voorbij. Had Nierstrasz zich er in 1903 mee vergenoegd de gelijkstelling te krijgen van Harwichroute met de Vlissingenroute — dat haar treinen niet vroeger aan het aansluitingspunt der Noord-Duitse route werden aangebracht, dan die van de concurrerende lijn, was slechts een gevolg van het feit, dat de Noord-Duitse trein te Hoek van Holland kunstmatig werd opgehouden. Daaraan kwam een eind in 1911, toen de Harwichroute een versnelling van ruim anderhalf uur aanbood, waardoor aan de wensen van de Hamburgse handel werd voldaan. De verbinding Londen—Berlijn werd daardoor ongeveer twee uur versneld. Een en ander gaf tevens aanleiding tot nieuwe versnelling in het Zuid-Duitse verkeer die, zoals vanzelf spreekt, de concurrerende routes meemaakten en die voorts tot grote wijzigingen in de verkeersbediening via de Vlissingen- en Oostenderoutes leidde.
Het gevolg van een en ander was dat het door de scheepsrampen in 1908 tot 85.000 reizigers verminderde verkeer op de Harwichroute in het jaar 1912 — het jaar van het aftreden van Nierstrasz, uit het Bestuur der H.IJ.S.M. — weer was gestegen tot de omvang van 1906. Maar de in die jaren ontstane toename van het totale verkeer over de Nederlandse havens viel de Zeelandroute ten deel, die vanaf de ongeluksjaren van de Harwichlijn haar aantal reizigers flink had zien toenemen. Hoe gunstig de scherpe concurrentie tussen de beide routes gewerkt heeft, moge blijken uit het feit dat het verkeer, dat in het openingsjaar 1893 van de Harwichroute over de beide routes (Viissingen en Harwich) tezamen 10.000 reizigers omvatte en dit in 1912 gestegen was tot 275.000 reizigers. En het staat wel vast dat een goed deel van de verkeerstoename behaald werd ten koste van het verkeer naar Noord-Duitsland over de Belgische en Franse havens.
Het recht van „running-power", het gemeenschappelijk gebruik van lijnen, dat de overeenkomsten van 1890 hier te lande uit Engeland hadden geïmporteerd, bood naast de gelegenheid tot het verbeteren der Noord- en Zuid-Duitse verbindingen, aan de H.IJ.S.M. de mogelijkheid om doorgaande sneltreinen naar België en Frankrijk te doen lopen. Dat daarbij de nadelen, aan dit systeem verbonden, in de vorm van hevige strijd over de uitleg van de contractuele bepalingen aan het licht kwamen spreekt vanzelf. Van Hasselt en Nierstrasz waren er echter de mannen niet naar om zich door een naar hun mening minder juiste uitleg van de overeenkomsten van hun voornemen tot het in het leven roepen van snelle verbindingen te doen afbrengen.

### Forensenverkeer
Kostte de verbetering der internationale verbindingen de meeste strijd, maar hij zag wel in dat het belang van het lokale verkeer de eerste prioriteit was. Vandaar de gedetailleerde regeling van het forensenverkeer, dat een steeds grotere omvang kreeg. Dit kwam onder andere door de groei van plaatsen als Hilversum, Bussum en Baarn, en plaatsen in de onmiddellijke omgeving van Haarlem. De overname, en het in exploitatie brengen van de Zuid-Hollandsche Electrische Spoorweg-Maatschappij (de lijn Rotterdam-Hofplein naar Scheveningen) en de ontwikkeling van het verkeer met de Zaanstreek waren daarvan het gevolg. De sneltreinen Amsterdam—Rotterdam, die het traject Den Haag—Amsterdam (63 km, reistijd 51 minuten), dateren van 1889. In die tijd stond het Hollandse Spoor in Europa aan de spits wat betreft de snelheid waarmee de treinen op het continent reden. Het inzetten van dergelijke treinen uit een oogpunt van rendement werd in die tijd als een waagstuk beschouwd, maar het bleek een succes te zijn. Hoewel van huis uit spoorwegbouwmeester was Nierstrasz, zodra hij de leiding van exploitatie op zich had genomen, zich ten volle bewust, dat in bij de spoorwegen de exploitatie doel, al het andere middel is. Maar buiten het bedrijf waren de bezwaren dikwijls groot. De gemeentebesturen zagen de geest van versnelde verbindingen dikwijls met lede ogen aan. Een plaats als Haarlem beschouwde het feit dat steeds meer treinen daar niet stopten als een achteruitzetting, en de grootste moeilijkheid bracht dan wel het feit dat van regeringswege dikwijls partij werd gekozen voor deze lokale belangen. Daardoor werd dan het in het leven roepen van snelle verbindingen tegengewerkt. Doch ook hier was het krachtig optredend beheer in de regel in staat het juiste inzicht in verkeersaangelegenheden te laten winnen.
Toen Nierstrasz in 1902 op 68-jarige leeftijd begreep dat de zeer ingespannen baan van chef exploitatie aan jongere handen moest worden overgedragen, had hij de voldoening enige van de lastigste hinderpalen voor de ontwikkeling van de  H.IJ.S.M. te hebben helpen opruimen. Hij kreeg toen een leidende positie als lid van de Raad van Administratie, die hij nog 10 jaren met eer bekleedde.

## Publicist
Als publicist beschikte Nierstrasz over een vaardige pen, een uitnemende stijl en een heldere gedachtegang. Zijn doorwrochte necrologieën van zijn grote vrienden J.G.W. Fijnje van Salverda in het Tijdschrift van het Kon. Instituut van Ingenieurs 1901 — 1902 en van Anne Karel Philip Frederik Robert van Hasselt leggen hiervan getuigenis af. Zijn brieven aan de autoriteiten waren technische kunststukken, scherp, van ongeëvenaarde duidelijkheid.
Maar ook buiten zijn werk had hij een duidelijke mening die hij zowel geschreven als gesproken goed over het voetlicht kon brengen. Zo was in 1901 een Staatscommissie ingesteld om de spoorverbindingen rond Amsterdam te verbeteren. Hij was het niet eens met de denkbeelden van die commissie en hield daar bij de KIvI een voordracht van vier uur over. Hij was toen 72 jaar. Er was zoveel discussie over dat deze discussie in een volgende vergadering van 23 oktober 1906 werd voortgezet. De beantwoording van de vragen die opkwamen,  heeft hij in een volgend nummer van De Ingenieur gepubliceerd.
- Biografisch Portaal: 98630862
- Digitale Bibliotheek voor de Nederlandse Letteren: nier026
- International Standard Name Identifier: 0000 0003 9282 8819